# Pekin

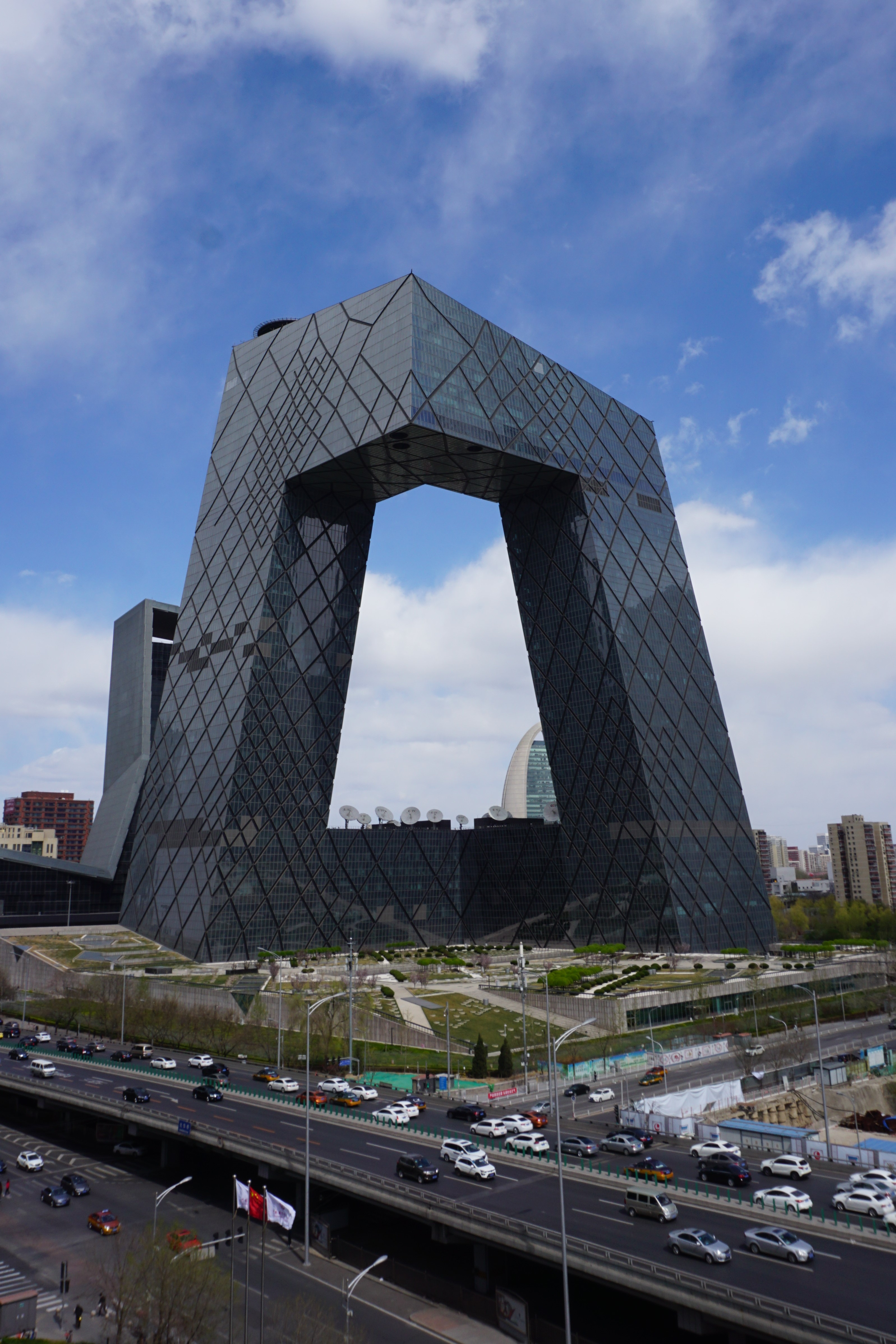
Siedziba CCTV (Dzielnica Chaoyang)

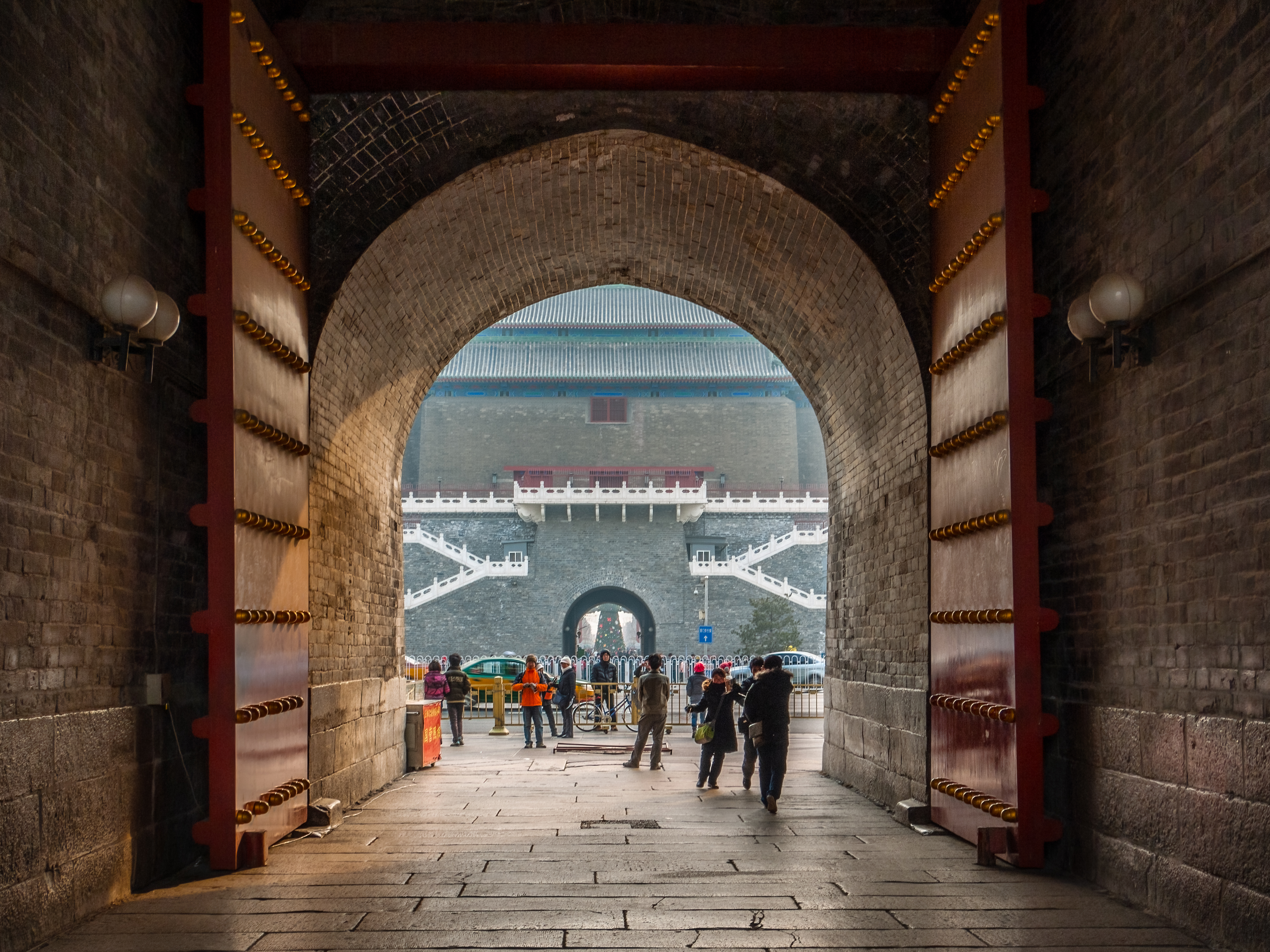

Pekin (chiń. 北京; pinyin Běijīng; [pèi.tɕíŋ]ⓘ) – stolica Chińskiej Republiki Ludowej oraz jedno z czterech miast wydzielonych, podlegające bezpośrednio władzom kraju. Od północy, zachodu i południa graniczy z prowincją Hebei, a od wschodu z miastem wydzielonym Tiencin.
Pekin jest drugim, po Szanghaju, miastem Chińskiej Republiki Ludowej pod względem liczby ludności. Miasto wydzielone o powierzchni 16 406 km² liczyło w 2020 roku ok. 21,8 mln mieszkańców.
Miasto pełni funkcję największego ośrodka politycznego, oświatowego i kulturalnego kraju. Wielki ośrodek gospodarczy z rozwiniętym przemysłem maszynowym, samochodowym, taboru kolejowego, elektronicznym, chemicznym, rafineryjnym, spożywczym, włókienniczym. Krzyżują się tu ważne linie kolejowe i drogi samochodowe. W mieście znajduje się ambasada RP.

## Nazwa
Nazwa Běijīng znaczy dosłownie „Północna Stolica”. Stolice państw Azji Wschodniej często mają w swojej nazwie wyraz stolica. Przykładami mogą być: Nankin, dawna stolica Chin (znaczy Południowa Stolica), Tokio w Japonii oraz Tonkin (obecnie Hanoi) w Wietnamie (obydwie nazwy miast znaczą Wschodnia Stolica). Również dawna stolica Japonii, Kioto po przetłumaczeniu daje nazwę Stolica.
Nazwa Pekinu była wiele razy zmieniana. Między 1928 a 1949 rokiem miasto nazywało się Beiping (chiń. 北平; pinyin Běipíng), co oznaczało Północny Pokój.
Yanjing (chiń. 燕京; pinyin Yànjīng) to nieoficjalna nazwa miasta, używana podczas panowania dynastii Zhou. Obecnie tę nazwę nosi miejscowe piwo. Marco Polo w swoich relacjach nazwał Pekin z mongolska Cambaluc (pol. Chanbałyk).

## Geografia i klimat

### Ukształtowanie powierzchni
Wzgórza dominują w północnej, północno-zachodniej i zachodniej części aglomeracji. Na północ od miasta ciągnie się pasmo Yan Shan, oddzielające Nizinę Chińską od południowej Mandżurii i Wyżyny Mongolskiej. Przez góry przechodzi kilka ważnych przełęczy: na płn.-zach. od Pekinu – Juyong (zob. Badaling), na płn.-wsch. – Gubei, i na wschód, nad morzem – Shanhai; szlaki z nich prowadzące zbiegają się w mieście, stanowiącym strategiczne skrzyżowanie dróg.
Zachodnią część miasta zajmują góry Jundu; wspólnie z Yan Shan tworzą półksiężyc, otwarty na południe i południowy wschód, na Nizinę Chińską, i w tej „zatoce” (zwanej przez geologów „Zatoką Pekinu”) usytuowane jest miasto. Leży ono u północnego wierzchołka ogromnego trójkąta Niziny Chińskiej, którego wschodnią krawędź wyznacza brzeg morski, zachodnią – góry Taihang Shan, a południowa jest otwarta na dolinę Huang He.
Przez centrum miasta nie przepływa żadna duża rzeka, leży ono pomiędzy Yongding He i Chaobai He. Yongding płynie z gór Shaanxi, przez południowo-zachodnie przedmieścia (pod mostem Marco Polo) i dalej na południe, koło Tiencinu łącząc się z Wielkim Kanałem (który łączył stolicę z miastem Hangzhou). Chaobai wypływa ze zbiornika Miyun, w którym łączą się rzeki Chao i Bai, a który jest głównym źródłem słodkiej wody dla miasta, i płynie północno-wschodnim skrajem miasta.
Podaje się następujące współrzędne Pekinu: 39°54′20″ szerokości geograficznej północnej i 116°23′29″ długości geograficznej wschodniej. Miasto jest jednak bardzo rozległe. Kolejne etapy rozszerzania się stolicy wyznaczają obwodnice, zwane ring roads. Plac Tian’anmen przylega od południa do Zakazanego Miasta. Na zachód od placu znajduje się kompleks rządowy Zhongnanhai, gdzie mieszkają najwyżsi przedstawiciele władz państwowych. Przez środkową część miasta, ze wschodu na zachód, biegnie ulica Chang’an.

### Klimat
Klimat metropolii jest kontynentalny typu monsunowego, nieco cieplejszy w zimie niż innych obszarów Chin położonych na tej samej szerokości geograficznej, ze względu na góry, które osłaniają miasto od północy od zimnych mas powietrza. Średnia temperatura roczna wynosi 13 °C. Pekińska zima jest długa i zaczyna się z końcem października, a kończy w marcu; w tym okresie dominują zimne masy kontynentalnego powietrza z północy. Przez około pięć miesięcy średnia temperatura miesięczna spada poniżej 10 °C, a przymrozki występują przez 132 dni w roku. Średnia miesięczna najzimniejszego miesiąca (stycznia) to –4 °C. Po krótkiej, wietrznej wiośnie następuje gorące, wilgotne lato (najgorętszy miesiąc to lipiec, średnia miesięczna 26 °C). Jesień jest krótka, ale przyjemna i słoneczna. Większość opadów spada w lecie: o ile roczna średnia to 635 mm, to średnia lipca – 230 mm. Dni deszczowych jest 80 w roku, a średnia wilgotność powietrza wynosi 57%. Charakterystyczne dla Pekinu są bardzo znaczne różnice opadów z roku na rok, i okresowe burze pyłowe nadciągające znad Mongolii Wewnętrznej w kwietniu i maju.
Mieszkańcy Pekinu cierpią z powodu dużego zanieczyszczenia powietrza, które szczególnie latem powoduje powstawanie smogu. Zanieczyszczenia te są skutkiem dużej koncentracji przemysłu i transportu. Plagą metropolii stał się piasek, nawiewany z pustynnych rejonów północnej i północno-zachodniej części ChRL. Jednak w ostatnich dwóch dekadach poczyniono pewne postępy w celu zmniejszenia zanieczyszczenia.
| Miesiąc                                      | Sty  | Lut  | Mar  | Kwi  | Maj  | Cze  | Lip  | Sie  | Wrz  | Paź  | Lis  | Gru  | Roczna |
| -------------------------------------------- | ---- | ---- | ---- | ---- | ---- | ---- | ---- | ---- | ---- | ---- | ---- | ---- | ------ |
| Średnie temperatury w dzień [°C]             | 1.6  | 4.0  | 11.3 | 19.9 | 26.4 | 30.3 | 30.8 | 29.5 | 25.8 | 19.0 | 10.1 | 3.3  | 17,7   |
| Średnie temperatury w nocy [°C]              | -9.4 | -6.9 | -0.6 | 7.2  | 13.2 | 18.2 | 21.6 | 20.4 | 14.2 | 7.3  | -0.4 | -6.9 | 6,5    |
| Opady [mm]                                   | 3    | 6    | 9    | 26   | 29   | 71   | 176  | 182  | 49   | 19   | 6    | 2    | 578    |
| Średnia liczba dni z opadami                 | 2    | 3    | 4    | 5    | 6    | 9    | 14   | 12   | 7    | 5    | 3    | 2    | 72     |
| Źródło: Światowa Organizacja Meteorologiczna |      |      |      |      |      |      |      |      |      |      |      |      |        |

## Historia

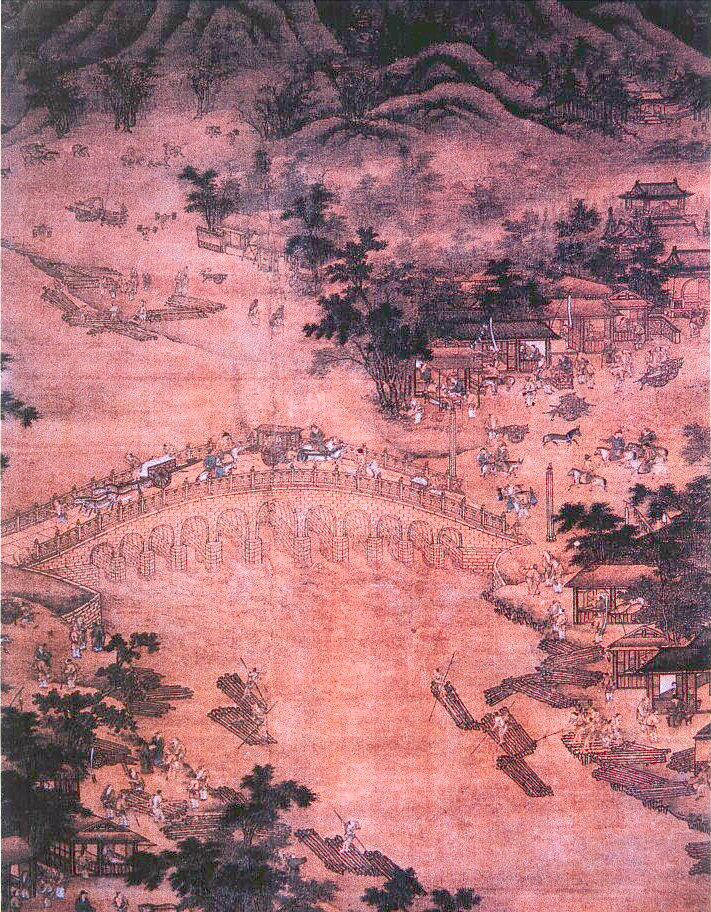
Most Marco Polo (wygląd pierwotny)

### Wczesna historia
Pierwsze ślady człowieka w rejonie dzisiejszego miasta związane są z zespołem jaskiń Zhoukoudian, gdzie znaleziono szczątki człowieka pekińskiego, liczące około 550 tysięcy lat. Historia samego miasta jest bardzo długa i sięga I tysiąclecia p.n.e., kiedy za czasów panowania dynastii Zhou odnotowuje się istnienie miasta Ji na terenie dzisiejszego Pekinu, które w okresie walczących królestw zostało stolicą państwa Yan. Na początku IV wieku powstały pierwsze zabudowania Świątyni Tanzhe, która obecnie jest najstarszym sakralnym obiektem w Pekinie. Na początku VII wieku za czasów panowania dynastii Sui rozpoczęto właściwe prace na Wielkim Kanale. W czasach dynastii Tang miasto, wówczas nazwane Youzhou, zostało podzielone na 28 otoczonych murem dzielnic mieszkalnych strzeżonych przez wartowników, w nocy zaś obowiązywała godzina policyjna. W trakcie następnych wieków miasto podupadło, zaś liczni poeci pisali poematy na temat upadającego miasta. Aż do czasów panowania dynastii Liao Pekin miał znaczenie strategiczne jako twierdza. W IX wieku miasto zostało jedną ze stolic państwa Kitanów pod nazwą Nanjing (południowa stolica). Z tego okresu pochodzi meczet Niujie, najstarsza świątynia muzułmańska w stolicy. W 1153 roku cesarz z dynastii Jin przeniósł stolicę państwa Jin do dzisiejszego Pekinu i zmienił nazwę na Zhongdu (centralna stolica). Po raz pierwszy w swojej historii Pekin stał się polityczną stolicą wielkiej dynastii. Miasto zostało otoczone murami, do którego można było dostać się przez 13 bram, zaś pozostałości z tego okresu można obecnie obejrzeć w Muzeum murów miejskich Liao i Jin. Prawdopodobnie z okresu panowania tej dynastii pochodzi zespół jezior Shichahai. Pod koniec XII wieku ukończono Most Marco Polo. 31 maja 1215 roku siły zbrojne Mongołów pod wodzą Czyngis-chana zniszczyły miasto urządzając krwawą rzeź jego mieszkańców. W 1267 roku wnuk Czyngis-chana, Kubilaj odbudował miasto, które stało się stolicą jego imperium. Nadał mu nazwę Dadu (大都), co oznacza Wielka Stolica. Kubilaj wolał umieścić swoją stolicę w Pekinie, niż w środkowej części Chin, ponieważ miasto było ośrodkiem handlowym. Kubilaj chciał także, aby jego imperium przypominało Chiny. Był to prawdziwy początek współczesnej roli miasta, które z uwagi na awans na polityczne centrum całego kraju, zostało drastycznie przebudowane i odbudowane. Marco Polo podczas swoich podróży nazwał miasto Cambaluc (spolszczenia: Chanbałyk, Kanbałyk). Dadu była położona w dzisiejszej północnej części miasta, gdzie do dziś zachowały się fragmenty murów miejskich i wież strażniczych. Nowo odbudowane Dadu było prostokątnym miastem o obwodzie ponad 30 kilometrów, z regularnym układem na wzór szachownicy. Szersze ulice były szerokie na 24 kroki, zaś wąskie uliczki miały połowę tej szerokości. Z tego okresu pochodzą m.in. Wieża Dzwonu, Wieża Bębna i Akademia Cesarska.

### XV – XIX wiek

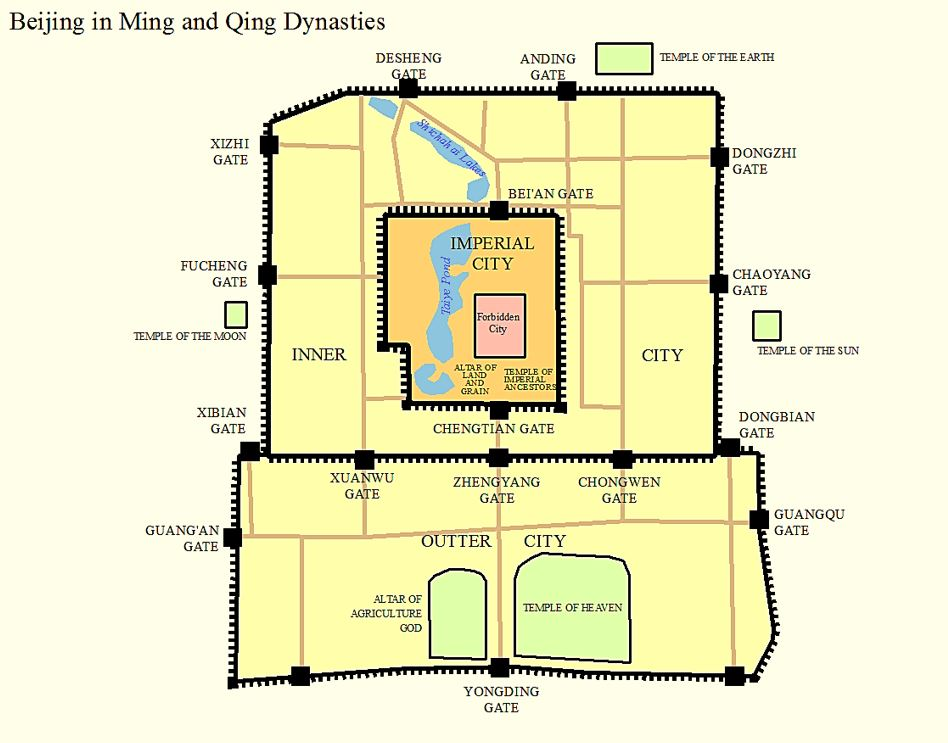
Mapa Pekinu w czasach dynastii Ming i Qing

W początkowym okresie dynastii Ming, stolica znajdowała się w Nankinie, a Pekin nosił nazwę Beiping (北平, Północny Pokój). W 1403 r. cesarz Yongle przeniósł stolicę na północ i zmienił nazwę miasta na Beijing co oznacza Północna Stolica. Za czasów panowania cesarza Yongle znacznie rozbudowano miasto. W latach 1406–1420 ukończono kompleks pałacowy Zakazane Miasto i kompleks sakralny Świątynia Nieba. W 1417 roku powstały Plac Niebiańskiego Spokoju i Brama Niebiańskiego Spokoju. Mury miejskie ukończono w 1419 roku, zaś w 1421 roku Bramę na Wprost Słońca. Wewnętrzny mur miejski otaczał tzw. wewnętrzne miasto (tj. obszar wokół Zakazanego Miasta), na którym były skupione instytucje usługujące cesarzowi m.in. centralne biura rządowe i różne departamenty zajmujące się imperialnymi potrzebami, takie jak magazyn ryżu i soli. Wewnętrzny mur miejski w momencie wybudowania miał 24 km długości i 20 m grubości oraz 15 m wysokości. Mur zewnętrzny, który dobudowano do południowych krańców murów wewnętrznych, ukończono w połowie XVI wieku za czasów panowania cesarza Jiajing. Łączna długość zewnętrznych fortyfikacji wyniosła 60 km. Zewnętrzne mury miejskie miały 7 bram, zaś wewnętrzne 9. Miasto posiadało trzy fosy: istniejącą do dzisiaj pałacową (wokół Zakazanego Miasta), cesarską (wzdłuż wewnętrznych murów miejskich) oraz południową (wokół murów zewnętrznych). 7 sierpnia 1461 roku doszło w mieście do rebelii Cao Qina. Przez obszar obecnych północnych dzielnic Pekinu, przechodzi wybudowany w okresie dynastii Ming system fortyfikacji wchodzący w skład Wielkiego Muru Chińskiego. W latach 1638–1640 wzniesiono twierdzę Wanping. Za czasów panowania dynastii Qing miasto zachowało swój kształt w obrębie murów, jednakże w XVII-XVIII wieku na północny zachód od centrum wybudowano kompleks parkowo-pałacowy Yuanmingyuan, Rezydencję księcia Gonga oraz Pałac Letni przy jeziorze Kunming. Podczas II wojny opiumiowej połączone wojska brytyjsko-francuskie zdobyły Pekin i doszczętnie zniszczyły Stary Pałac Letni. Obecny Uniwersytet Pekiński został założony w 1898 roku pod nazwą Cesarski Uniwersytet w Pekinie. W 1899 roku została uruchomiona pierwsza w mieście linia tramwajowa o długości 7,5 km spod bramy Yongdingmen do Majiapu w dystrykcie Fengtai. Jednakże w roku następnym została zniszczona podczas Powstania Boxerów. Podczas powstania w 1900 roku oraz w trakcie walk i w czasie okupacji, miasto doznało wielu zniszczeń .

### XX wiek

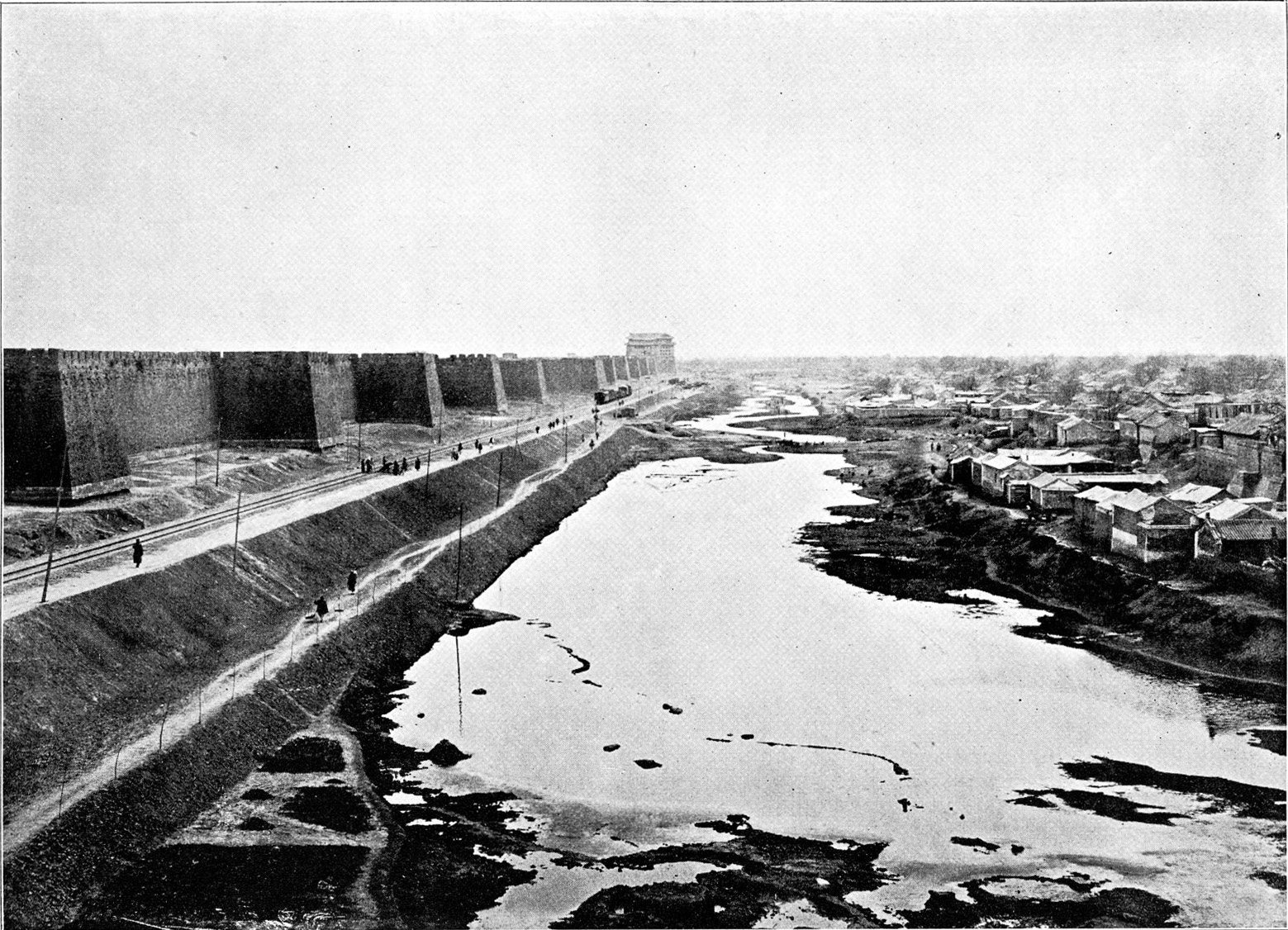
Widok na mury miejskie, bramę Chongwen i tzw. miasto zewnętrzne w 1906 r.

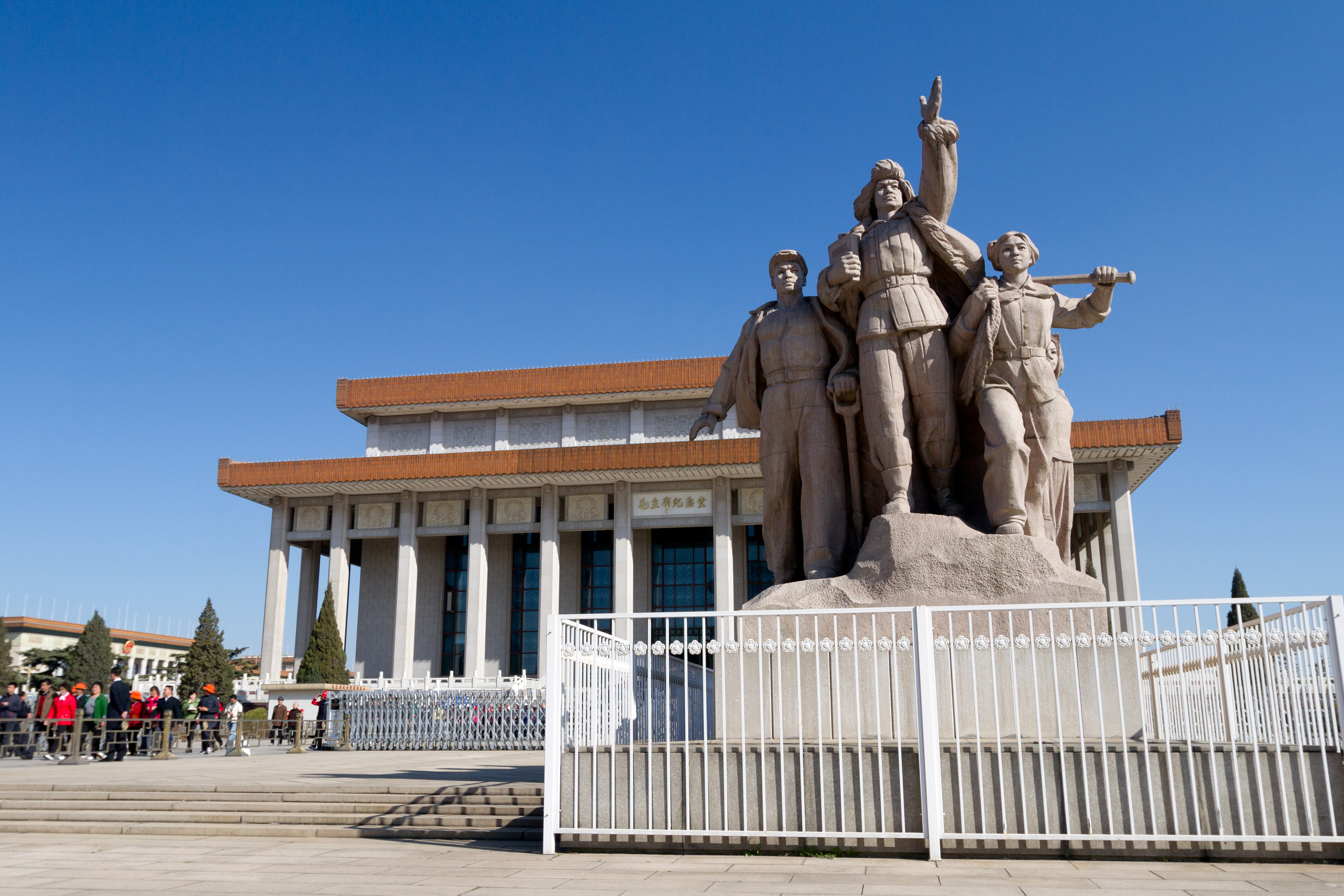
Mauzoleum Mao Zedonga

W końcowych latach panowania dynastii Qing, Pekin został podzielony na 12 dzielnic wewnętrznych i 10 dzielnic zewnętrznych. W 1905 roku powstał pierwszy narodowy bank w Chinach, noszący od 1912 roku nazwę Bank of China, obecnie największy komercyjny chiński bank. W 1909 roku ukończono Chińską Bibliotekę Narodową. W tym samym roku oddano do użytku pierwszą linię kolejową wybudowaną przez chińskie władze, prowadziła ona z Pekinu do Zhangjiakou w prowincji Hebei. W 1910 roku w Pekinie otwarto, jako pierwsze w kraju lotnisko Nanyuan. Uniwersytet Tsinghua, obecnie czołowa uczelnia w kraju, został założony w 1911 roku. Od 1924 roku ponownie po mieście zaczęły jeździć tramwaje. Park Beihai, jak i wiele innych posiadłości cesarskich w mieście, kilkanaście lat po upadku dynastii Qing, zostało w 1925 roku otwarte dla publiczności. W 1928 roku, kiedy władze Republiki Chińskiej przeniosły swą stolicę do Nankinu, ponownie przemianowano nazwę miasta na Beiping. Incydent na moście Marco Polo w 1937 roku uważa się za początek wojny chińsko-japońskiej. Od końca lipca 1937 roku do końca wojny, Pekin był okupowany przez wojska Cesarstwa Wielkiej Japonii. Podczas tej okupacji miasto było w latach 1937–1940 stolicą marionetkowego państwa stworzonego przez Japonię. Podczas chińskiej wojny domowej 31 stycznia 1949 r. wojska Chińskiej Armii Ludowo-Wyzwoleńczej wkroczyły do miasta. 1 października tego samego roku, na placu Tian’anmen, Mao Zedong ogłosił powstanie Chińskiej Republiki Ludowej. Już kilka dni wcześniej podczas obrad Ludowej Politycznej Konferencji Konsultatywnej Chin nazwa Beiping została ponownie zamieniona na Beijing. W latach pięćdziesiątych wyburzono większość murów miejskich, głównie w celu ułatwienia transportu. W tym też czasie miasto zyskało większą powierzchnię – przyłączono do niego liczne okoliczne wioski i miasteczka. Dla uczczenia 10. rocznicy powstania Chińskiej Republiki Ludowej wybudowano kilka reprezentacyjnych budynków m.in. Wielką Halę Ludową, Chińskie Muzeum Narodowe oraz rozpoczęto budowę luksusowego partyjno-wojskowego kompleksu hotelowego Jingxi. Pierwszą linię metra w Pekinie oddano do użytku w 1969 roku, jednakże dopiero od 1971 roku została przeznaczona do użytku cywilnego. W 1977 roku otwarto Mauzoleum Mao Zedonga. Podczas kolejnej reformy ekonomicznej (za rządów Deng Xiaopinga) powierzchnia Pekinu została bardzo rozszerzona. Przedtem granice miasta kończyły się na obecnej trzeciej obwodnicy. Wtedy poszerzono je aż do dzisiejszej piątej obwodnicy. Wiele nowych dzielnic włączonych do miasta pozostało jednak regionami typowo rolniczymi. Oprócz dzielnic rolniczych na nowych terenach zaczęły się rozwijać dzielnice o charakterze handlowym albo przemysłowym. W 1989 roku na placu Tian’anmen miał miejsce masowy protest młodzieży przeciwko rządowi. Demonstrujący domagali się demokratyzacji życia. 4 czerwca tego samego roku wojsko krwawo stłumiło demonstracje. W 1990 roku otwarto pierwszą część kompleksu biurowców China World Trade Center, który ukończono w 2009 roku oddając do użytku wieżowiec China World Trade Center III. Wraz z rozwojem nowoczesnej metropolii zaczęły się wielkie problemy. Duża gęstość zaludnienia spowodowała przeciążenie infrastruktury drogowej. Na początku lat 90. po mieście poruszało się 7,3 mln rowerów. Druga obwodnica Pekinu, wybudowana częściowo na miejscu gdzie kiedyś znajdowały się mury miejskie, została ukończona w 1992 roku, zaś większa część trzeciej obwodnicy w 1993 roku. Pierwszą obwodnicą nazywana jest trasa dawnej linii tramwajowej, wokół obszarów sąsiadujących z Zakazanym Miastem. W 1992 roku rozpoczęła się budowa Pekińskiego Obszaru Rozwoju Gospodarczo-Technologicznego (BDA) w Yizhuang. W tym samym roku otwarto Centralną Wieżę Radiowo-Telewizyjną, największą wieżę w Pekinie. Zgodnie z Piątym Narodowym Spisem Powszechnym Ludności przeprowadzonym w 2000 roku Pekin zamieszkiwało ponad 13 mln osób.

### XXI wiek

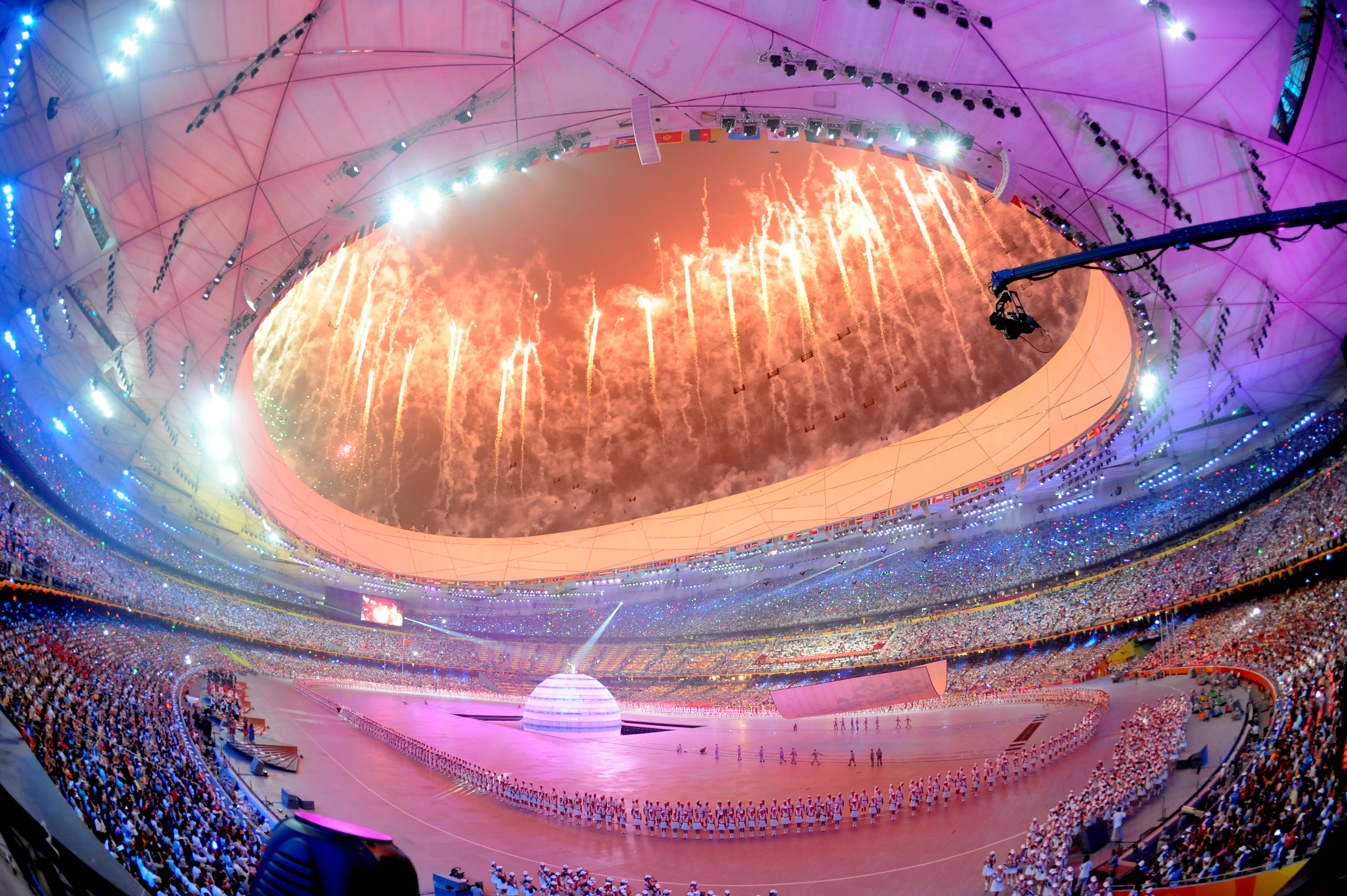
Ceremonia otwarcia Olimpiady w 2008 roku

Na rozwój miasta znacznie wpłynęła rozbudowa infrastruktury drogowej tj. w 2001 roku otwarto czwartą obwodnicę o długości 65 km, w 2003 roku piątą obwodnicę o długości około 100 km i pod koniec pierwszej dekady szóstą obwodnicę o długości 187 km. Począwszy od decyzji w 2005 roku o przeniesieniu do innej prowincji największej w kraju fabryki stali mieszczącej się w dzielnicy Shijingshan, miasto podjęło szereg wieloletnich programów poprawiających jakość powietrza w stolicy, co spowodowało znaczne przeobrażenia zarówno w zabudowie, jak i ekonomii. W związku z wyborem Pekinu na gospodarza Igrzysk Olimpijskich, miasto wybudowało wiele obiektów sportowych oraz dokonało szeregu inwestycji w infrastrukturę transportową m.in. rozbudowano Port lotniczy Pekin, obecnie jedno z największych lotnisk na świecie, otwarto dworzec kolejowy Pekin Południowy, uruchomiono trzy linie szybkiej komunikacji autobusowej, zaś sieć metra w Pekinie wydłużyła się do 200 km. W 2008 roku w Pekinie odbyły się Letnie Igrzyska Olimpijskie. W 2009 roku oddano do użytku kompleks budynków Linked Hybrid, posiadający studnie głębinowe gwarantujące dostęp do źródeł termalnych. W drugiej dekadzie XXI wieku otwarto wiele specjalnych stref biznesowych oraz centrów technologicznych, co znacznie zwiększyło dochody miasta i pozwoliło w 2019 roku osiągnąć PKB na poziomie ponad 3,54 biliona CNY. W 2015 roku Pekin został wybrany na gospodarza Zimowych Igrzysk Olimpijskich w 2022 roku. W marcu 2017 roku zamknięto ostatnią elektrownię węglową zasilającą Pekin. To pierwsze miasto w Chinach, w którym cała energia pochodzi głównie z elektrowni wiatrowych i gazowych. Ostatni odcinek tzw. siódmej obwodnicy Pekinu, łączącej 13 miast wokół stolicy, oddano do użytku w drugiej połowie 2018 roku. Trasa licząca prawie 1000 km tylko na długości 38 km w południowej części przebiega przez obszar podległy stolicy, zaś pozostała część prowadzi przez sąsiednie prowincje. W drugiej połowie 2019 otwarto port lotniczy Pekin-Daxing. Od końca 2019 roku metro w Pekinie jest najdłuższą tego typu siecią na świecie.

## Demografia

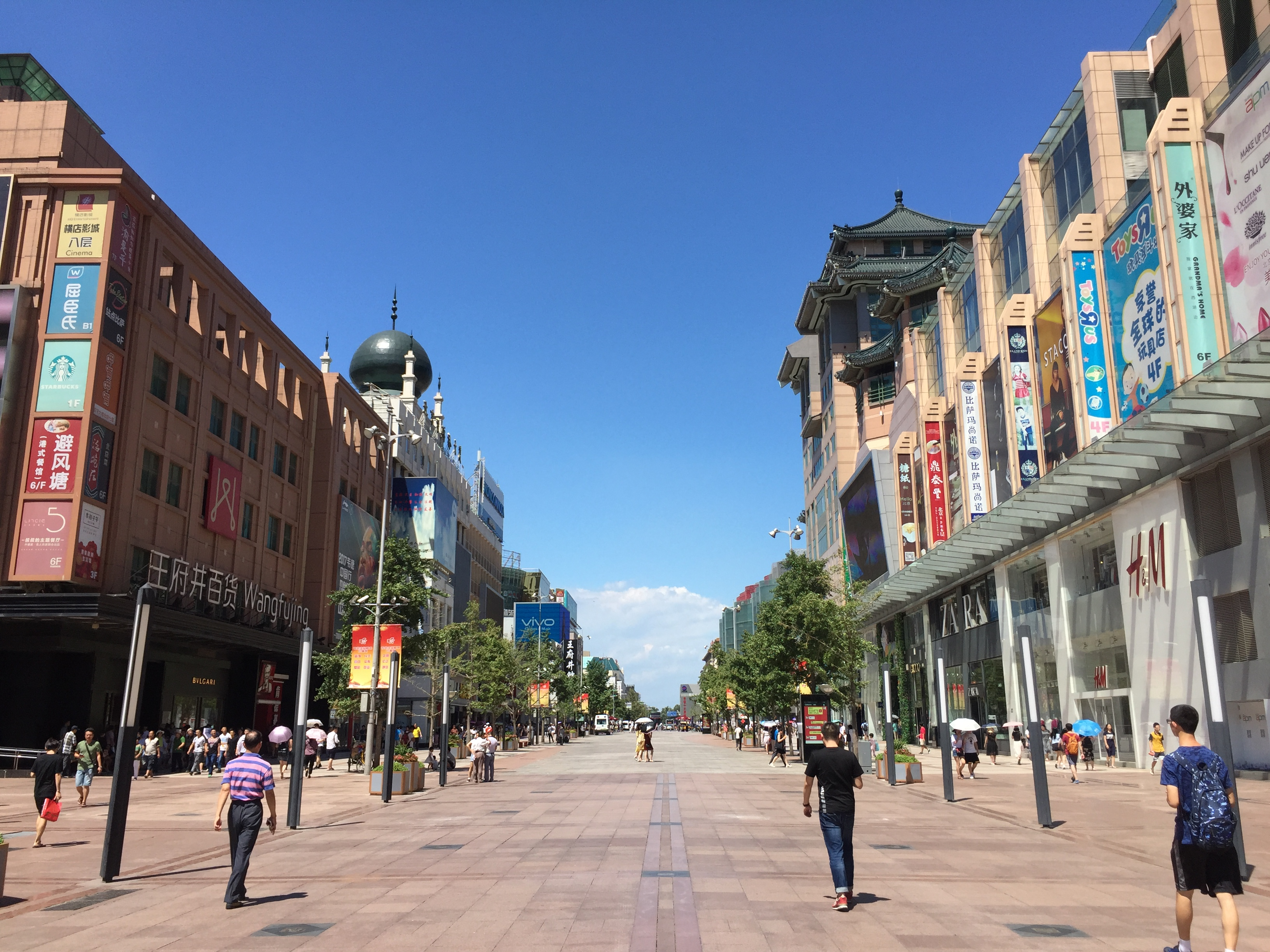
Ulica handlowa Wangfujing

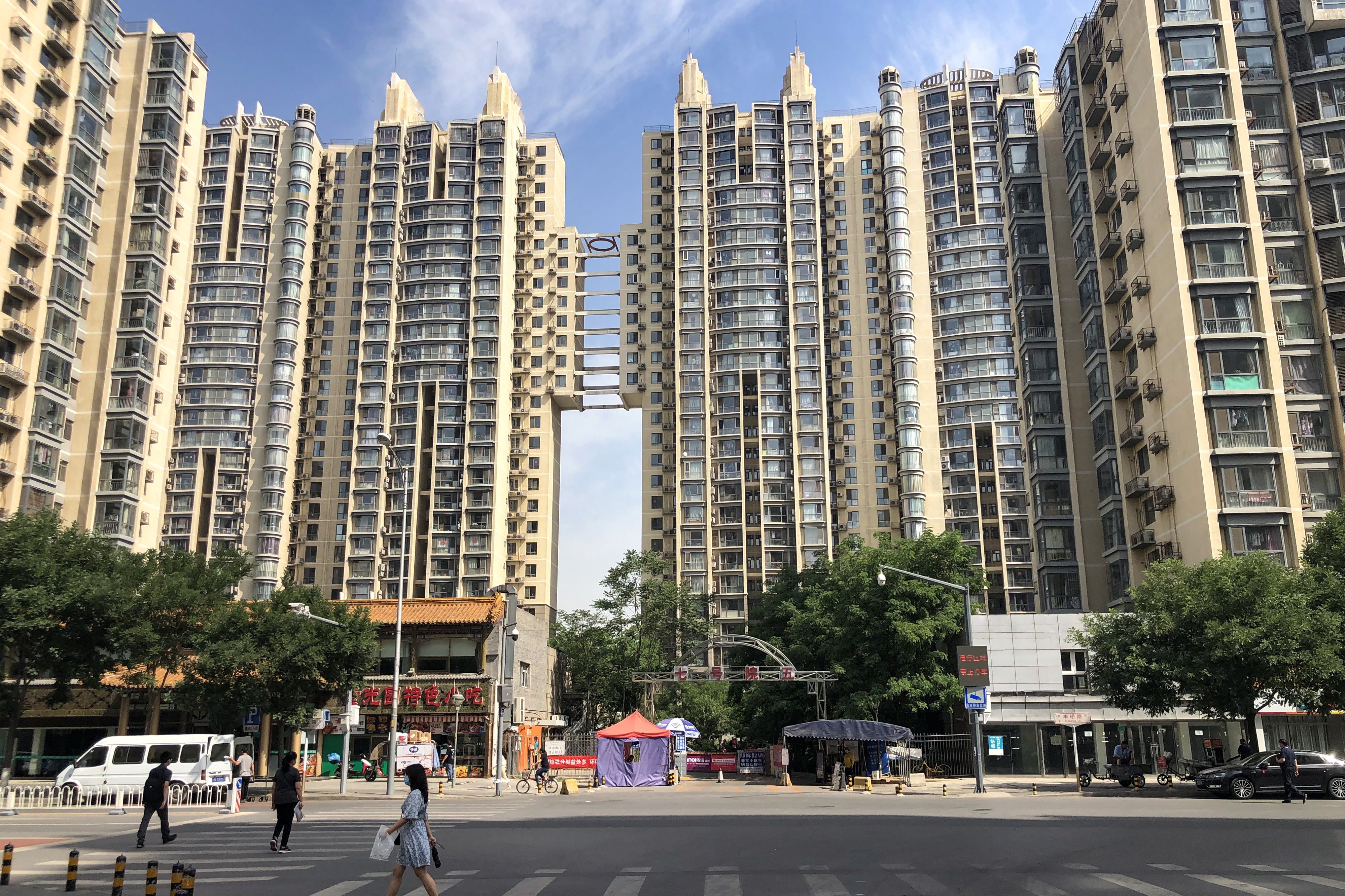
Osiedle mieszkaniowe w dzielnicy Fengtai

W 2019 roku w regionie metropolitarnym mieszkało 21 536 000 osób. Obszary miejskie zamieszkiwało 18,650 mln osób, zaś wiejskie 2,886 mln osób. Mężczyźni stanowili 50,8% populacji, zaś kobiety 49,2%. W wieku do 14 lat było 10,5% ludności, 72,3% pomiędzy 15 a 59 rokiem życia, zaś 17,2% ludności było w wieku 60 lat i powyżej. Większość ludzi zamieszkujących Pekin to Chińczycy Han, którzy w 2010 roku stanowili 95,8% ludności, ponadto Mandżurowie stanowili 1,6% ludności, Hui 1,4% i Mongołowie 0,4%.
W 2020 roku w Pekinie przebywało ponad 200 tysięcy cudzoziemców z pozwoleniem na pobyt. Największą grupę stanowili Koreańczycy z Korei Południowej, którzy zamieszkują głównie takie dzielnice jak Wangjing i Wudaokou.
| Ludność Pekinu |            |       |
| Rok            | Populacja  | +/−   |
| 618            | 102 079    |       |
| 742            | 371 312    | +264% |
| 1125           | 82 000     | –78%  |
| 1207           | 400 000    | +388% |
| 1216           | 91 000     | –77%  |
| 1327           | 952 000    | +946% |
| 1369           | 95 000     | –90%  |
| 1448           | 960 000    | +911% |
| 1825           | 1 300 000  | +35%  |
| 1950           | 1 671 000  | +74%  |
| 1960           | 3 900 000  | +133% |
| 1970           | 4 426 000  | +13%  |
| 1980           | 5 366 000  | +21%  |
| 1990           | 6 788 000  | +27%  |
| 2000           | 10 285 000 | +52%  |
| 2010           | 16 441 000 | +60%  |
| 2019           | 21 536 000 | +31%  |
| 2020           | 21 893 095 | +1%   |

## Podział administracyjny

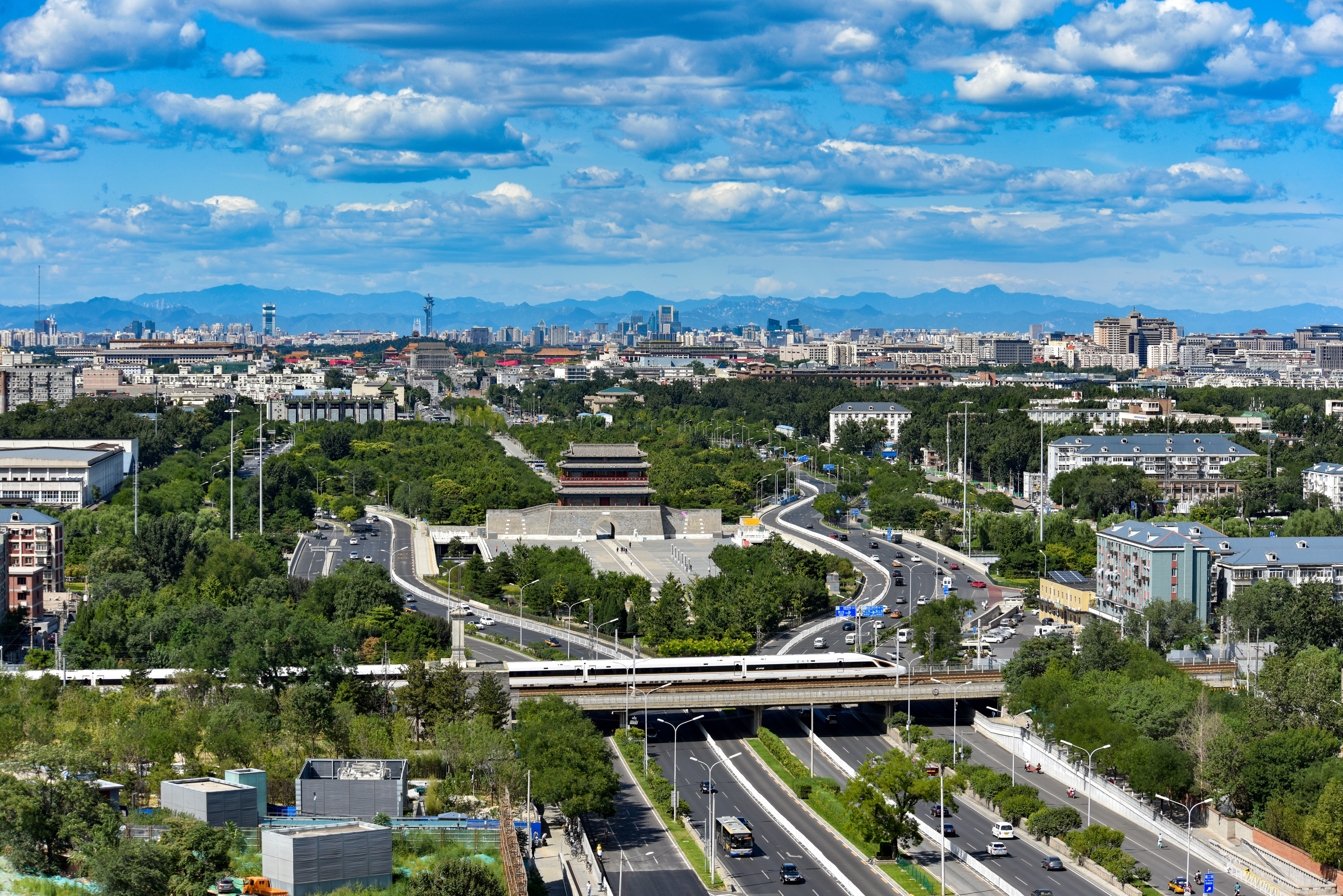
Dzielnica Dongcheng

Dzielnica Chaoyang

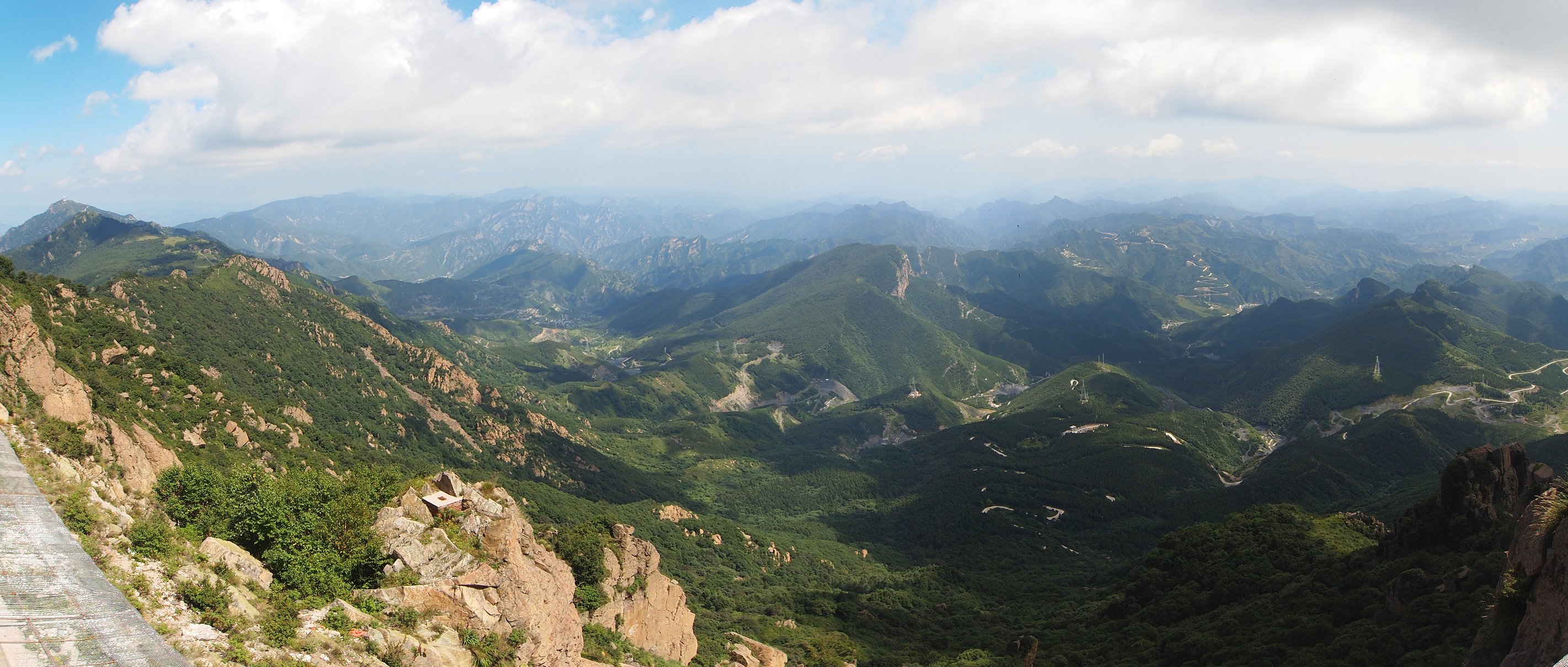
Dzielnica Fangshan (widok z góry Baihua)

Pekin dzieli się na 16 dzielnic, w skład których wchodzą 152 subdystrykty.
| Chaoyang Fengtai Shijingshan Haidian Mentougou Fangshan Tongzhou Shunyi Changping Daxing Huairou Pinggu Miyun Yanqing Dongcheng Xicheng |                  |                    |                            |
| \| Nazwa dzielnicy \| Populacja (2018)[55] \| Powierzchnia (km²)[1] \| Gęstość zaludnienia (/km²)[55] \| \| ---------------------- \| -------------------- \| --------------------- \| ------------------------------ \| \| Changping (昌平区) \| 2 108 000 \| 1342,47 \| 1569 \| \| Chaoyang (朝阳区) \| 3 605 000 \| 454,78 \| 7922 \| \| Daxing (大兴区) \| 1 796 000 \| 1036,34 \| 1733 \| \| Dongcheng (东城区) \| 822 000 \| 41,82 \| 19 637 \| \| Fangshan (房山区) \| 1 188 000 \| 1994,73 \| 597 \| \| Fengtai (丰台区) \| 2 105 000 \| 305,53 \| 6884 \| \| Haidian (海淀区) \| 3 358 000 \| 430,77 \| 7796 \| \| Huairou (怀柔区) \| 414 000 \| 2122,82 \| 195 \| \| Mentougou (门头沟区) \| 331 000 \| 1447,85 \| 228 \| \| Miyun (密云区) \| 495 000 \| 2225,92 \| 222 \| \| Pinggu (平谷区) \| 456 000 \| 948,24 \| 480 \| \| Shijingshan (石景山区) \| 590 000 \| 84,38 \| 6997 \| \| Shunyi (顺义区) \| 1 169 000 \| 1019,51 \| 1146 \| \| Tongzhou (通州区) \| 1 578 000 \| 905,79 \| 1747 \| \| Xicheng (西城区) \| 1 179 000 \| 50,33 \| 23 333 \| \| Yanqing (延庆区) \| 348 000 \| 1994,88 \| 175 \| \| Razem \| 21 542 000 \| 16 406,16 \| 1313 \| |                  |                    |                            |
| Nazwa dzielnicy | Populacja (2018) | Powierzchnia (km²) | Gęstość zaludnienia (/km²) |
| Changping (昌平区) | 2 108 000        | 1342,47            | 1569                       |
| Chaoyang (朝阳区) | 3 605 000        | 454,78             | 7922                       |
| Daxing (大兴区) | 1 796 000        | 1036,34            | 1733                       |
| Dongcheng (东城区) | 822 000          | 41,82              | 19 637                     |
| Fangshan (房山区) | 1 188 000        | 1994,73            | 597                        |
| Fengtai (丰台区) | 2 105 000        | 305,53             | 6884                       |
| Haidian (海淀区) | 3 358 000        | 430,77             | 7796                       |
| Huairou (怀柔区) | 414 000          | 2122,82            | 195                        |
| Mentougou (门头沟区) | 331 000          | 1447,85            | 228                        |
| Miyun (密云区) | 495 000          | 2225,92            | 222                        |
| Pinggu (平谷区) | 456 000          | 948,24             | 480                        |
| Shijingshan (石景山区) | 590 000          | 84,38              | 6997                       |
| Shunyi (顺义区) | 1 169 000        | 1019,51            | 1146                       |
| Tongzhou (通州区) | 1 578 000        | 905,79             | 1747                       |
| Xicheng (西城区) | 1 179 000        | 50,33              | 23 333                     |
| Yanqing (延庆区) | 348 000          | 1994,88            | 175                        |
| Razem | 21 542 000       | 16 406,16          | 1313                       |

## Gospodarka

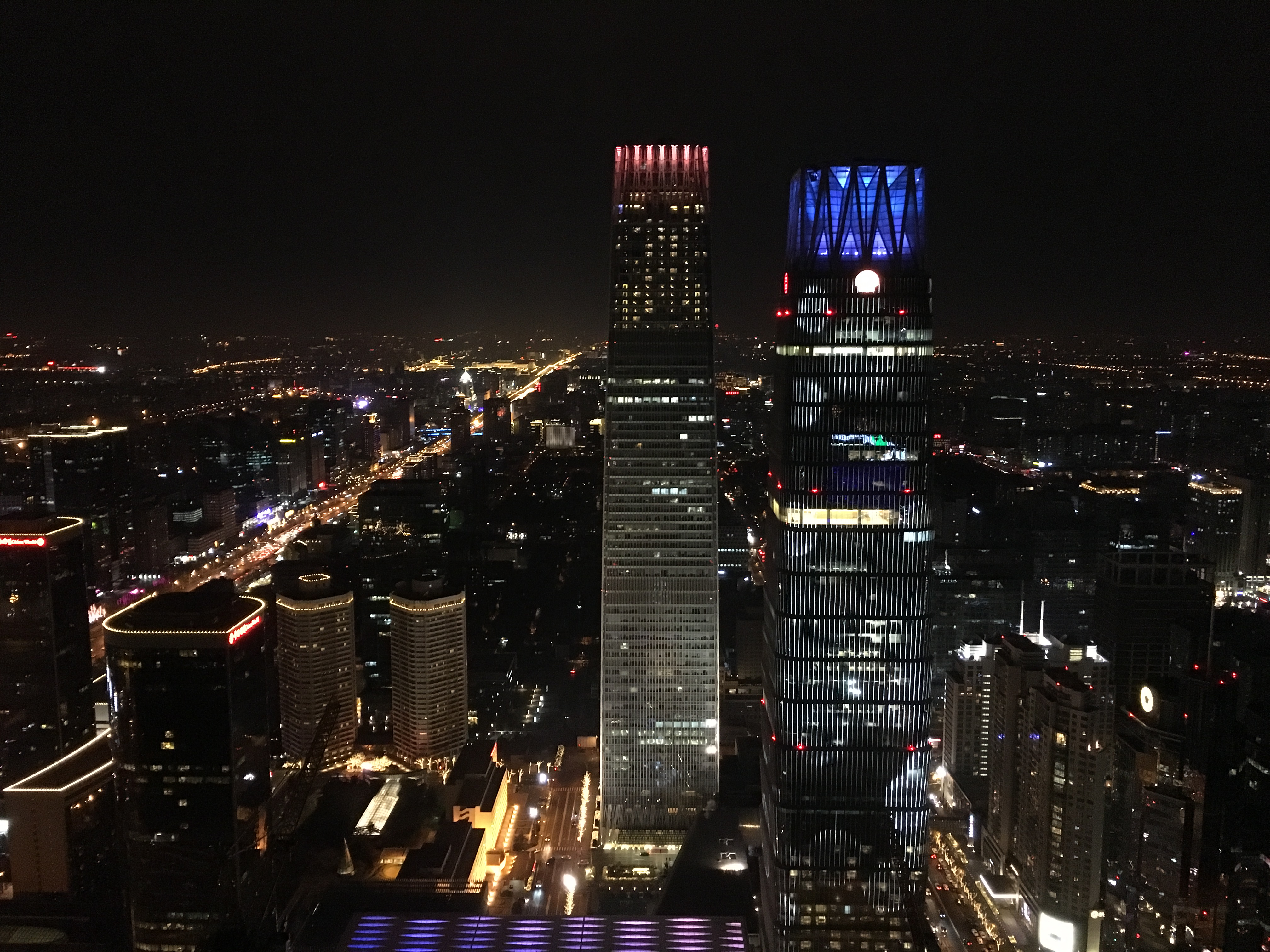
Pekin CBD

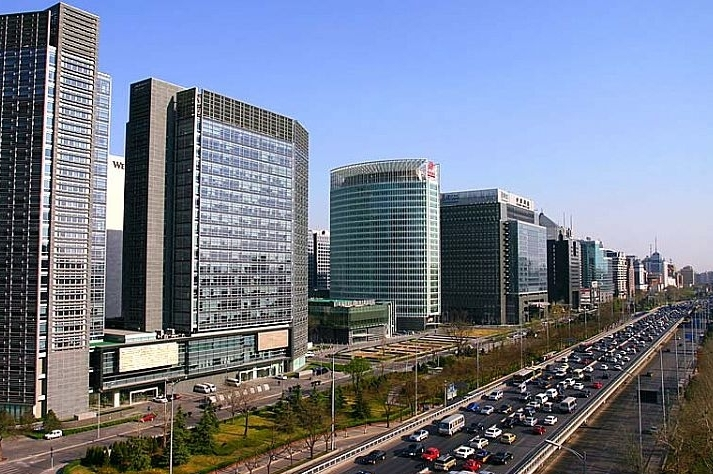
Beijing Financial Street

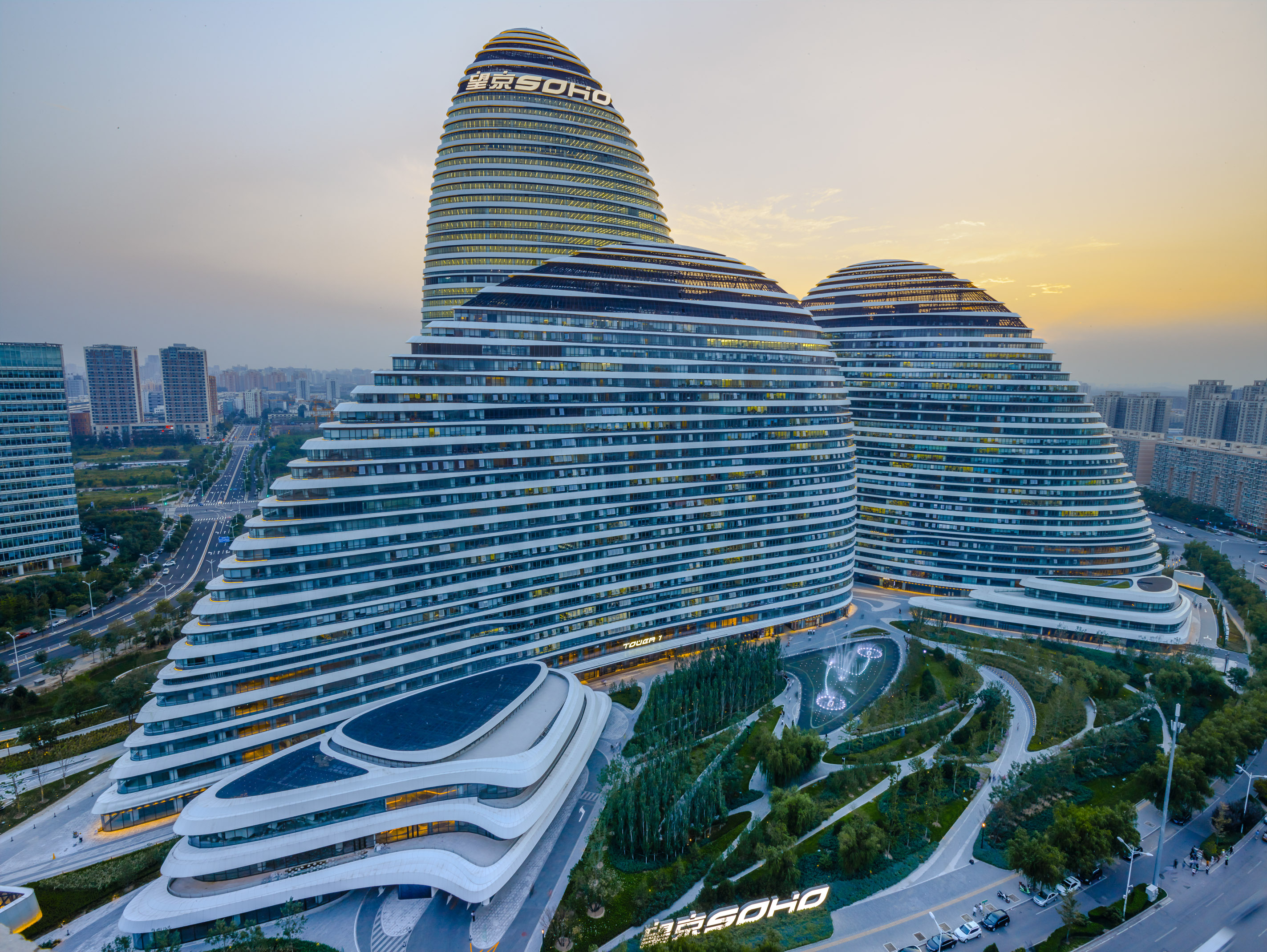
Biurowiec Wangjing SOHO

Według rankingu konkurencyjności globalnych centrów finansowych (GFCI) ogłoszonego 26 marca 2020 roku Pekin zajmował 7. miejsce na świecie. W 2019 roku przychód PKB stolicy zaliczył wzrost 6,1% w stosunku do poprzedniego roku i wyniósł ponad 3,54 biliona CNY, co stanowiło drugi wynik na kontynentalnych Chinach. W 2019 roku sektor usług odpowiadał za 83,5% przychodu PKB miasta, zaś za 16,5% pozostałe sektory gospodarki, tj. 16,2% – sektor przemysłowy (m.in. fabryka BAIC Group oraz zakłady największego chińskiego koncernu farmaceutycznego Sinopharm) i 0,3% – sektor rolniczy (w tym 41% stanowiła produkcja leśna).
Sektor przemysłowy w Pekinie w XXI wieku uległ znacznemu ograniczeniu w wyniku działań władz zmierzających do oczyszczenia powietrza. Począwszy od decyzji w 2005 roku o przeniesieniu przed Olimpiadą w 2008 roku do innej prowincji największej w kraju fabryki stali mieszczącej się w dzielnicy Shijingshan, poprzez szereg wieloletnich programów w drugiej dekadzie XXI wieku poprawiających jakość powietrza w stolicy, skutkujących m.in. zamknięciem ponad tysiąca zakładów, miasto zaczęło się skupiać na rozwoju sektora usług.
Położona w dzielnicy Xicheng strefa Beijing Financial Street jest siedzibą 1800 instytucji finansowych, zaś łącznie jej aktywa finansowe w 2019 rok wyniosły 111,6 biliona CNY, co stanowiło około 35% uzyskanych w ciągu roku aktywów finansowych kraju. W Centralnej Strefie Biznesowej (Pekin CBD) znajdującej się w dzielnicy Chaoyang, w połowie 2020 roku znajdowało się ponad 10 tysięcy przedsiębiorstw finansowanych z zagranicy oraz 89 regionalnych siedzib międzynarodowych korporacji. Według rankingu stref biznesowych sporządzanego przez Global Business District Innovation Club powyższa strefa biznesowa zajęła 7. miejsce na świecie, a drugie w Azji po Marunouchi umiejscowionej w Tokio. W 1992 roku utworzono Pekiński Obszar Rozwoju Gospodarczo-Technologicznego (BDA) w Yizhuang (dzielnica Daxing), w której m.in. zostało zrealizowanych 135 projektów inwestycyjnych przez 92 przedsiębiorstwa z listy Global Top 500, zaś sama strefa osiągnęła w 2019 roku przychód PKB w wysokości 193 miliardów CNY. W stolicy stworzono także m.in. specjalne centra technologiczne: Zhongguancun Science Park w dzielnicy Haidian, Huairou Science City w dzielnicy Huairou i Future Science City w dzielnicy Changping. Pod koniec września 2020 roku utworzono w stolicy strefę wolnego handlu o powierzchni około 120 km².
W Pekinie swoją siedzibę miało 56 ze 129 chińskich firm ujętych w 2019 roku na liście Fortune Global 500, w tym Sinopec, State Grid Corporation of China i China National Petroleum Corporation, które znajdują się po liderującej amerykańskiej sieci Walmart na kolejnych miejscach na liście największych na świecie firm według przychodu brutto. Ponadto na powyższej liście znajduje się mająca siedzibę w stolicy firma Xiaomi, która wg raportu Canalys, na koniec trzeciego kwartału 2020 roku, zajmowała trzecie miejsce wśród największych producentów smartfonów na świecie.
Zarówno w Pekinie, jak i w pozostałych głównych metropoliach Chin, trwa wielki boom w dziedzinie nieruchomości. W 2017 roku władze miejskie z uwagi na wysokie ceny mieszkań zaostrzyły przepisy dotyczące nieruchomości komercyjnych m.in. postanowiono, że nowe projekty przeznaczone na działalność komercyjną będą sprzedawane tylko kwalifikowanym przedsiębiorstwom, instytucjom publicznym i organizacjom społecznym, zaś najmniejsza nieruchomość na sprzedaż nie powinna mieć mniej niż 500 m². Ponadto ustalono, że komercyjne mieszkania z drugiej ręki mogły być sprzedawane wyłącznie osobom, które płaciły podatek dochodowy lub ubezpieczenie społeczne przez pięć kolejnych lat i nie miały zarejestrowanych pod swoim nazwiskiem domów w Pekinie. W 2019 roku powierzchnia sprzedanych mieszkań komercyjnych wyniosła ponad 9 mln m². Średnia cena mieszkania w stolicy w połowie 2020 roku wyniosła 763 498 USD, co stawiało Pekin na szóstym miejscu na liście najdroższych rynków nieruchomości na świecie, a na trzecim po Szanghaju i Shenzhen w kontynentalnych Chinach.
W 2019 roku dochód rozporządzalny mieszkańca stolicy wyniósł 67 756 CNY, zaś realny wzrost w stosunku do poprzedniego roku z uwzględnieniem inflacji wyniósł 6,3%, zaś dochód PKB w przeliczeniu na mieszkańca wyniósł 164 tysiące CNY. W 2018 roku Pekin był na pierwszym miejscu w kraju pod względem ilości zamożnych rodzin, w mieście było około 704 000 gospodarstw domowych posiadających aktywa powyżej 6 milionów CNY.

## Transport

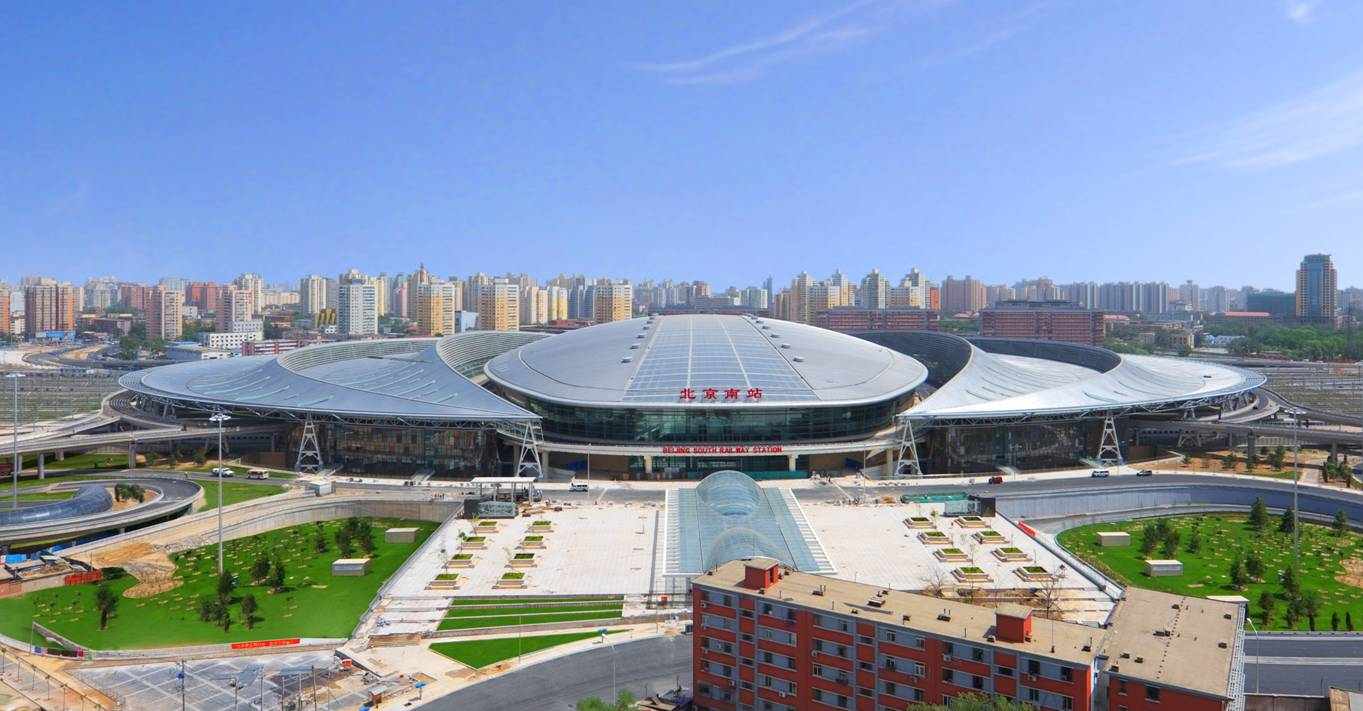
Dworzec kolejowy Pekin Południowy

### Transport kolejowy
Największymi dworcami w Pekinie są odpowiednio: Południowy, Zachodni i Główny. Jednak w 2021 roku ma zakończyć się ostatni etap rozbudowy dworca Fengtai, przez co będzie drugim po południowym największym dworcem w stolicy. Z powyższych dworców kursują pociągi kolei dużej prędkości, które obsługują m.in. pierwszą w Chinach linię szybkiej kolei, Pekin-Tiencin, linię Pekin-Hongkong (przez Wuhan i Kanton) oraz linię kolejową Pekin-Szanghaj, z której w 2019 roku skorzystało 215 milionów pasażerów, co stanowiło 6 procent całkowitej liczby pasażerów przewożonych koleją w kraju. Pekin jest również stacją początkową linii kolejowych o znaczeniu międzynarodowym (m.in. do Moskwy w Rosji i Pjongjang w Korei Północnej). Od 10 do 31 stycznia 2020 roku tj. podczas pierwszych 21 dni Święta Wiosny z kolei skorzystało 8,3 mln osób wyjeżdżających z Pekinu. W 2020 roku miasto posiadało ponadto trzy linie kolei podmiejskiej: S2, Huairou–Miyun i Sub-Central. Ponadto dworzec Pekin Północny od końca 2019 roku obsługuje pierwszą automatyczną szybką kolej na świecie, pomiędzy Pekinem a Zhangjiakou, gdzie ma być rozegrana część zawodów w ramach Zimowych Igrzysk Olimpijskich w 2022 roku, zaś jedna ze stacji znajduje się pod Wielkim Murem Chińskim na odcinku Badaling.

### Transport lotniczy
Miasto obsługują dwa lotniska:

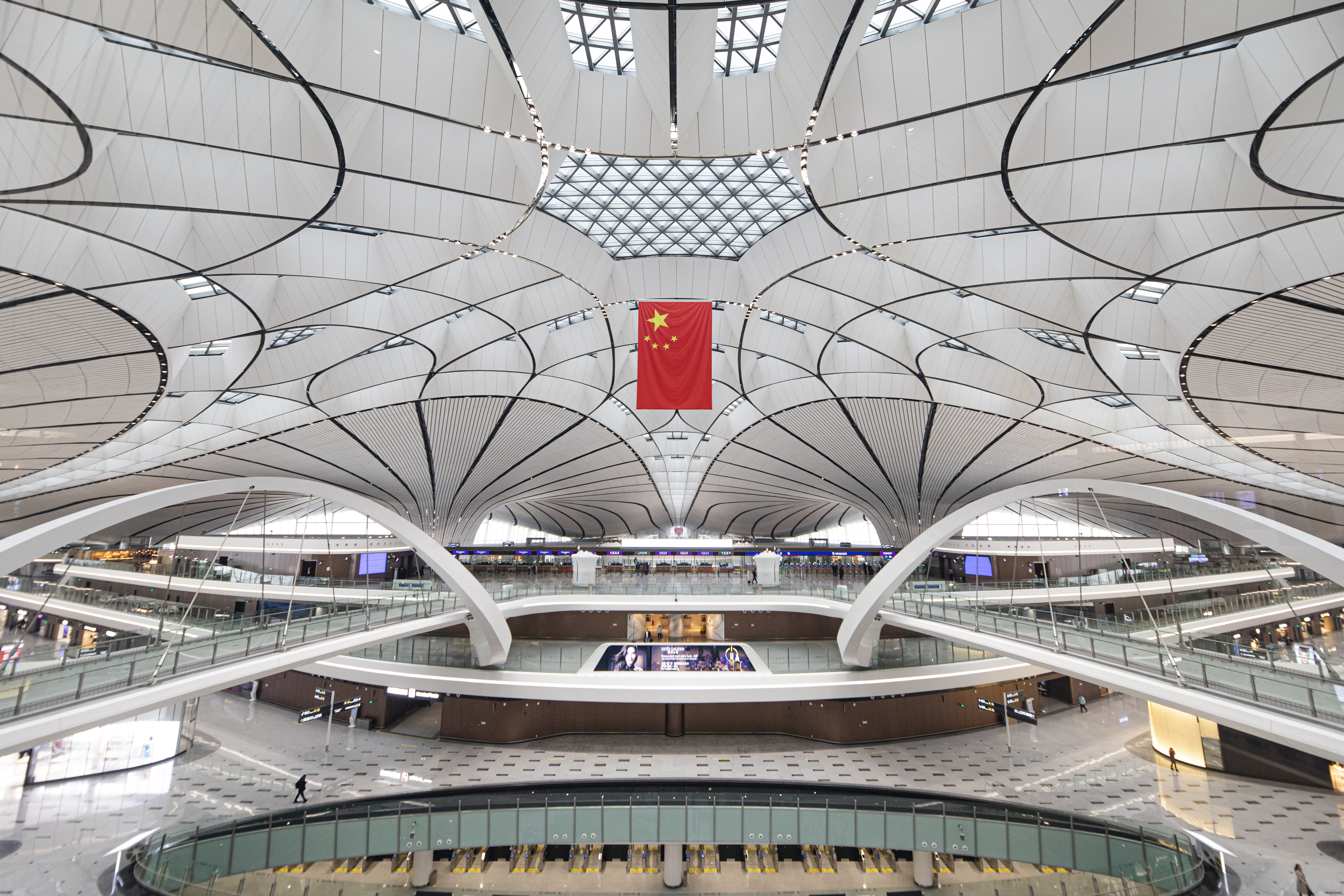
Port lotniczy Pekin-Daxing

- Port lotniczy Pekin, z którego w 2019 roku skorzystało ponad 100 mln pasażerów co stawiało je na pierwszym miejscu w kraju pod względem ilości obsłużonych osób[80];
- Port lotniczy Pekin-Daxing (otwarty we wrześniu 2019 roku).

### Transport drogowy

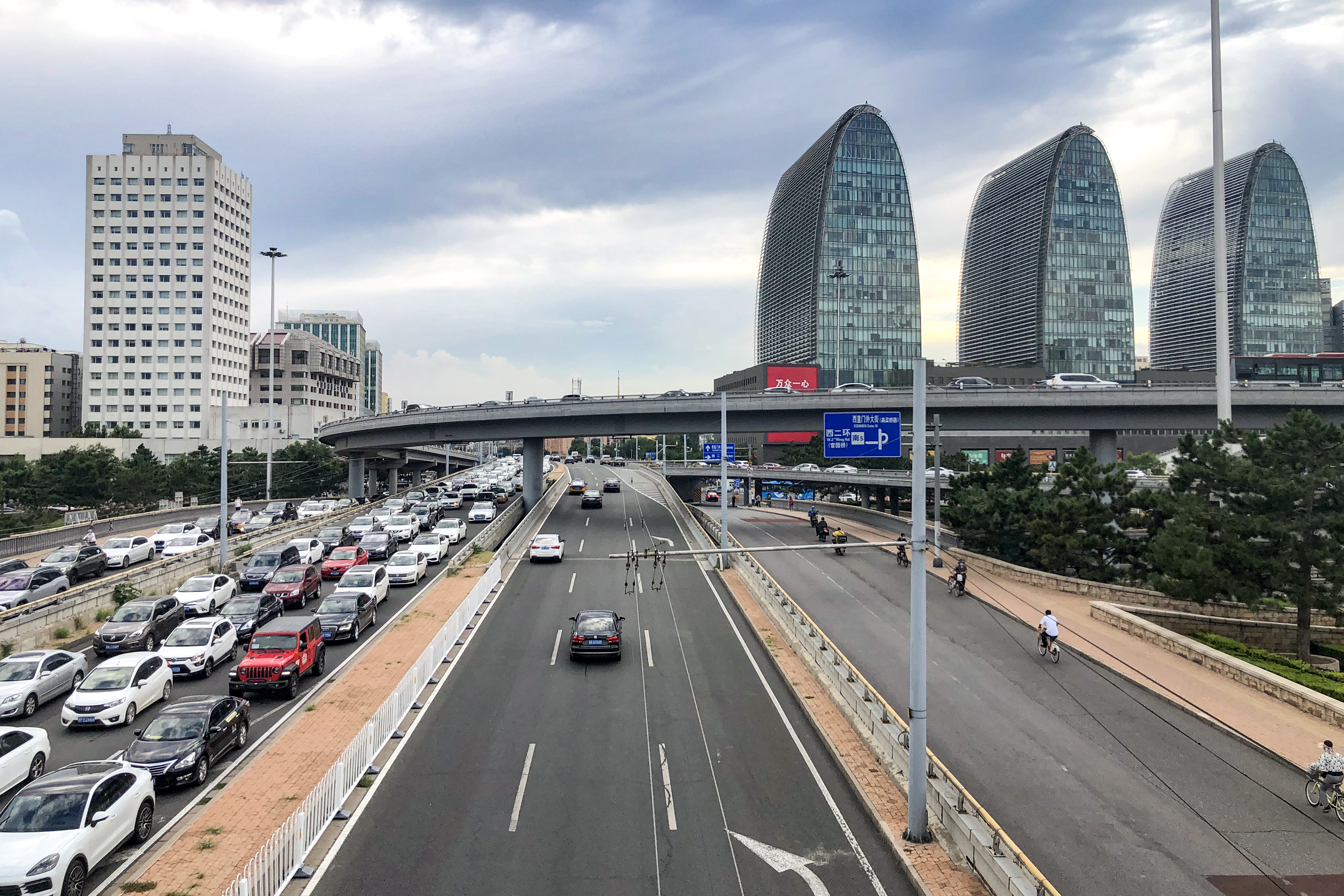
Węzeł drogowy w dzielnicy Xicheng

Do końca sierpnia 2020 roku liczba zarejestrowanych pojazdów w Pekinie wyniosła 6,54 mln. Miasto jest wielkim węzłem komunikacji drogowej, posiada pięć obwodnic i 9 dróg ekspresowych (Badaling, Jingcheng, Airport, Jingtong, Jingha, Jingshen, Jingjintang, Jingkai i Jingshi).
Najważniejsze drogi wychodzące z Pekinu:
- autostrada G101 – biegnąca do Shenyang;
- autostrada G102 – biegnąca do Harbinu;
- autostrada G103 – biegnąca do Tanggu;
- autostrada G104 – biegnąca do Fuzhou;
- autostrada G105 – biegnąca do Zhuhai;
- autostrada G106 – biegnąca do Kantonu;
- autostrada G107 – biegnąca do Shenzhen;
- autostrada G108 – biegnąca do Kunming;
- autostrada G109 – biegnąca do Lhasy;
- autostrada G110 – biegnąca do Yinchuan;
- autostrada G111 – biegnąca do dystryktu Jiagedaqi w prowincji Heilongjiang.

### Transport publiczny

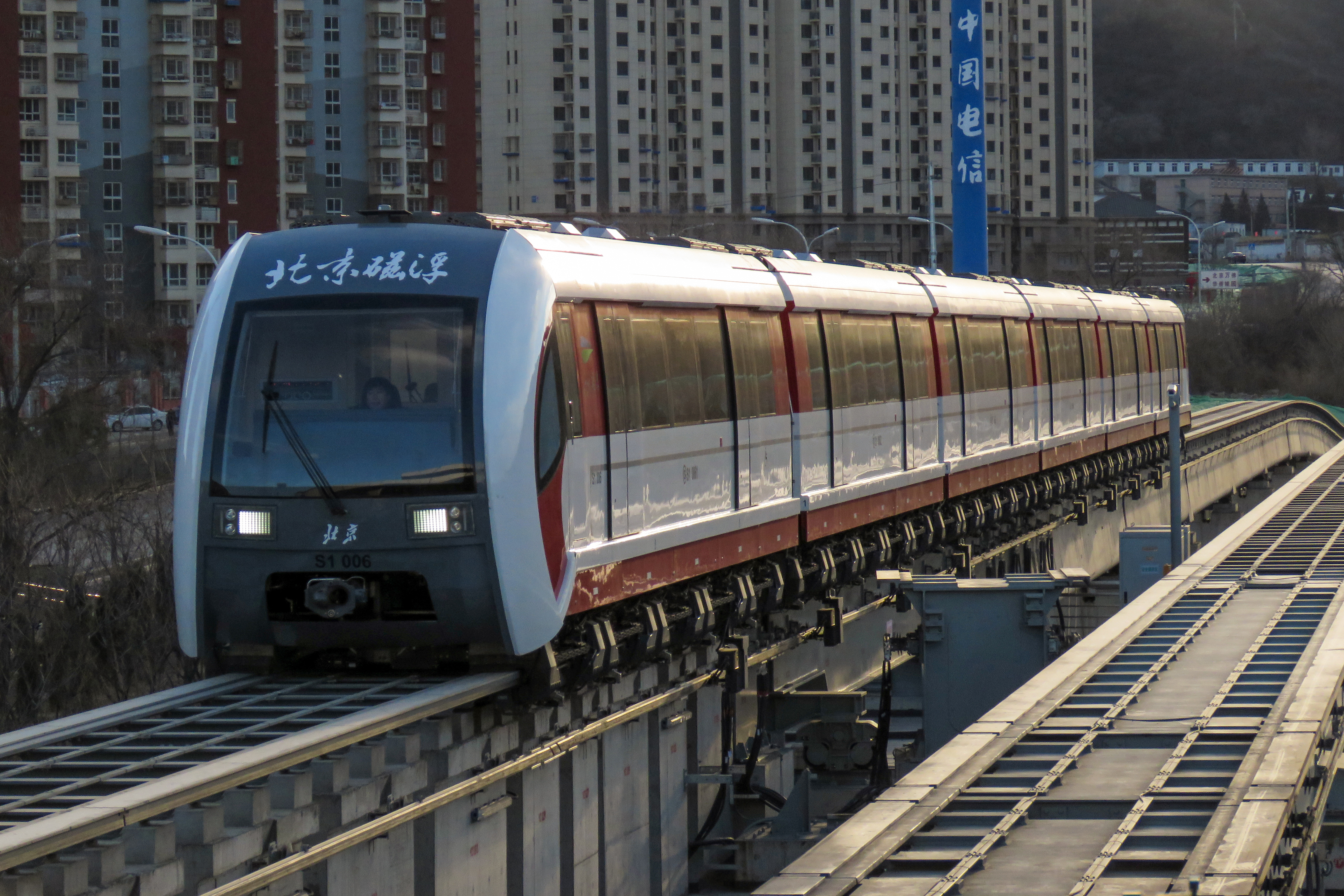
Metro w Pekinie (linia S1 – kolej magnetyczna)

W 2018 roku z transportu publicznego w Pekinie korzystało dziennie średnio 20,215 mln pasażerów, w tym:
- autobusy i tramwaje: 8,739 mln
- metro: 10,544 mln
- taxi: 932 tysiące[82].

W 2019 roku miasto posiadało 1158 linii transportu publicznego (w tym 33 linie nocne), które były obsługiwane przez ponad 22 tysiące pojazdów, w tym 10185 o napędzie elektrycznym, 7547 napędzanych przez gaz ziemny oraz 4402 z silnikiem Diesla. Ponadto 30 linii było obsługiwanych przez 1491 trolejbusów. Do końca sierpnia 2020 roku liczba autobusów o napędzie elektrycznym wzrosła do 12,5 tysiąca, zaś taksówek do 10 tysięcy. Miasto posiada cztery linie systemu BRT.
Na początku listopada 2020 roku w Pekinie, działała jedna linia tramwajowa, Xijiao o długości 8,8 km, która obsługiwała 6 stacji.
W marcu 2020 roku system metra w Pekinie miał długość 689 km i od końca 2019 roku jest najdłuższą tego typu siecią na świecie, zaś z 22 linii metra korzystało dziennie średnio 10,08 mln pasażerów.

## Architektura

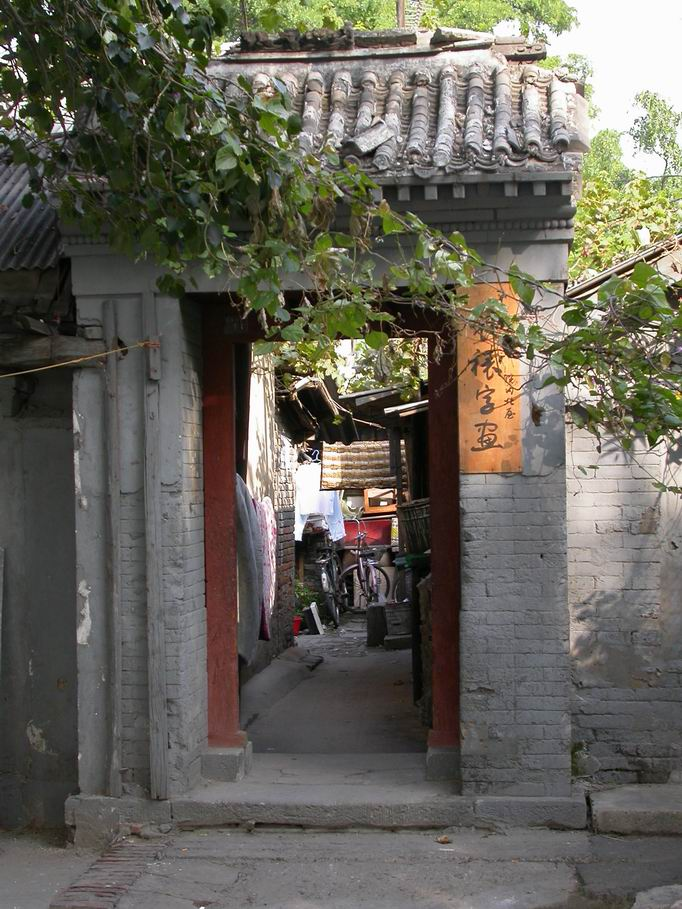
Brama uliczna prowadząca na dziedziniec siheyuan w Pekinie

W Pekinie przeważają cztery style architektoniczne. Pierwszy to tradycyjna zabudowa pozostała z czasów cesarskich (m.in. brama Niebiańskiego Spokoju), która jest wizytówką miasta. Oprócz budowli reprezentacyjnych, drugim tradycyjnym stylem architektonicznym w Pekinie jest siheyuan. Mieszkania budowane w tym stylu są na wzór kwadratu, a w środkowej części znajduje się dziedziniec. Na dziedzińcu często rosną drzewka i znajduje się oczko wodne z rybami. Większa liczba siheyuan otoczona murem składa się na tradycyjny hutong. Na początku XXI wieku w Pekinie istniało około 4550 hutongów, szerokość uliczek między nimi wynosiła od kilka metrów do zaledwie 70 cm, tak że mogła przejść przez nią jedna osoba.
W architekturze Pekinu coraz rzadziej widać tradycyjne budownictwo. Małe, niskie domy są wyburzane, a na ich miejscu stawiane są wielopiętrowe bloki. Tradycyjna zabudowa niskich, otoczonych murem kwartałów mieszkalnych zwanych hutongami zanika. Ludzie eksmitowani ze swoich tradycyjnych mieszkanek mają prawo do lokalu o tej samej powierzchni w bloku. Rząd postanowił jednak oszczędzić kilka dzielnic hutongów. Staną się one zabytkiem miasta.
Następnym stylem są budowle z lat 50., 60. i 70. Cechują je kanciastość i ubogie wykonanie.
Ostatnim stylem jest architektura nowoczesna, która od XXI wieku dominuje w zabudowie miasta. W dzielnicach biznesowych przeważają wieżowce, zaś na nowo zabudowanych obszarach mieszkalnych standardem są wielopiętrowe budynki mieszkalne oraz wielkopowierzchniowe obiekty handlowe.

### Najwyższe budynki

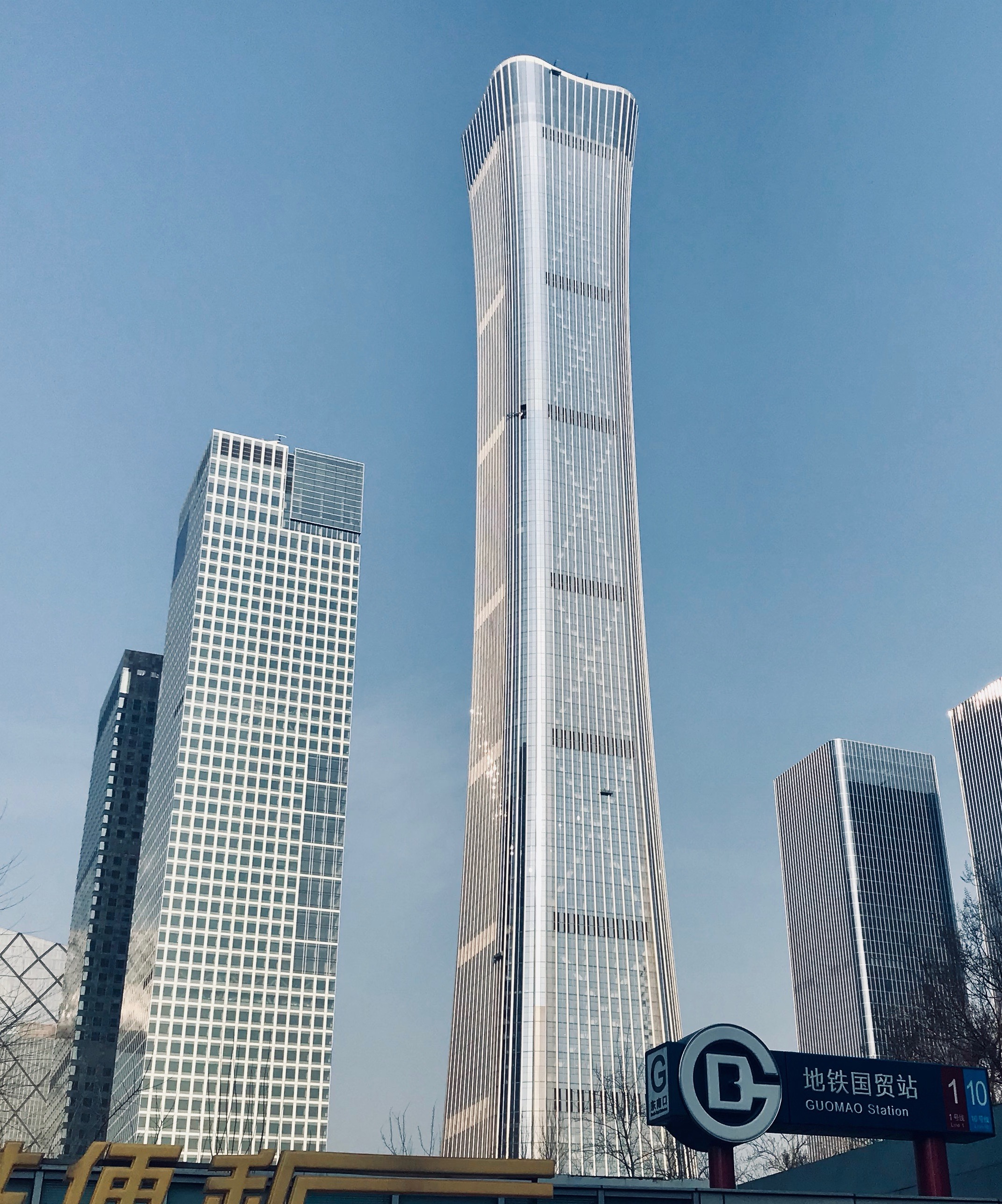
CITIC Tower i Samsung China Headquarters

W Pekinie pod koniec października 2020 roku znajdowały się 43 budynki których wysokość przekraczała 150 metrów.
| Miejsce | Nazwy najwyższych budynków         | Wysokość (m) | Rok ukończenia |
| ------- | ---------------------------------- | ------------ | -------------- |
| 1       | China Zun                          | 528          | 2018           |
| 2       | China World Tower                  | 330          | 2010           |
| 3       | China World Trade Center (3B)      | 296          | 2017           |
| 4       | Fortune Financial Center           | 267          | 2014           |
| 5       | Samsung China Headquarters         | 260          | 2018           |
| 6       | Beijing Greenland Center           | 260          | 2016           |
| 7       | Beijing Yintai Centre – Park Tower | 250          | 2008           |
| 8       | Beijing Television Center          | 239          | 2006           |
| 9       | Z14 Plot Tower 1                   | 238          | 2018           |
| 10      | Z14 Plot Tower 2                   | 238          | 2018           |

## Edukacja

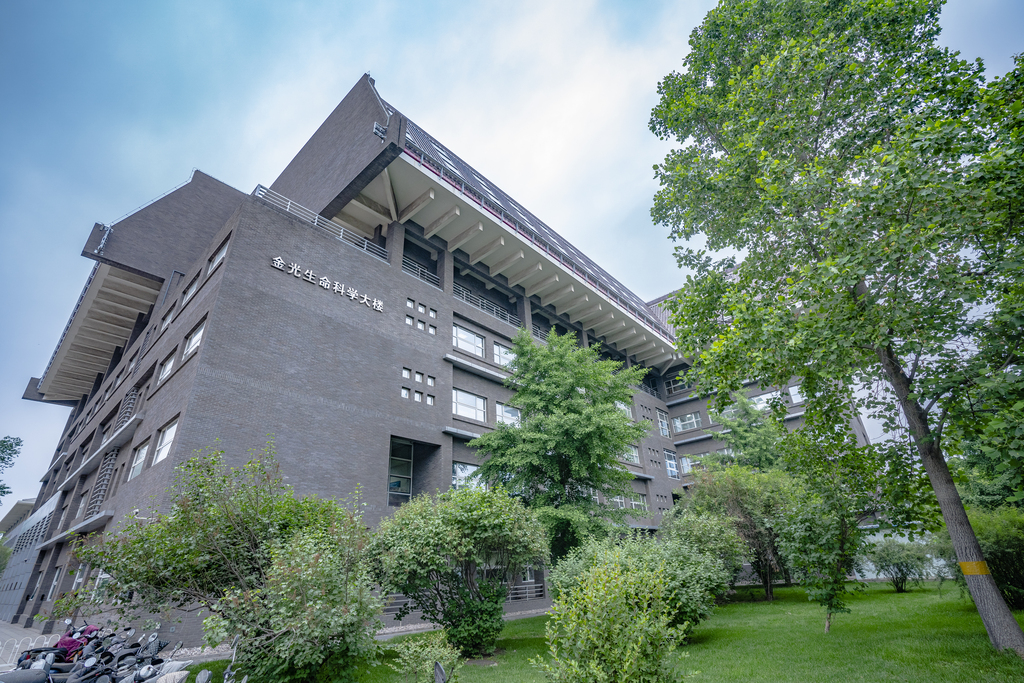
Uniwersytet Pekiński Wydział Nauk Przyrodniczych

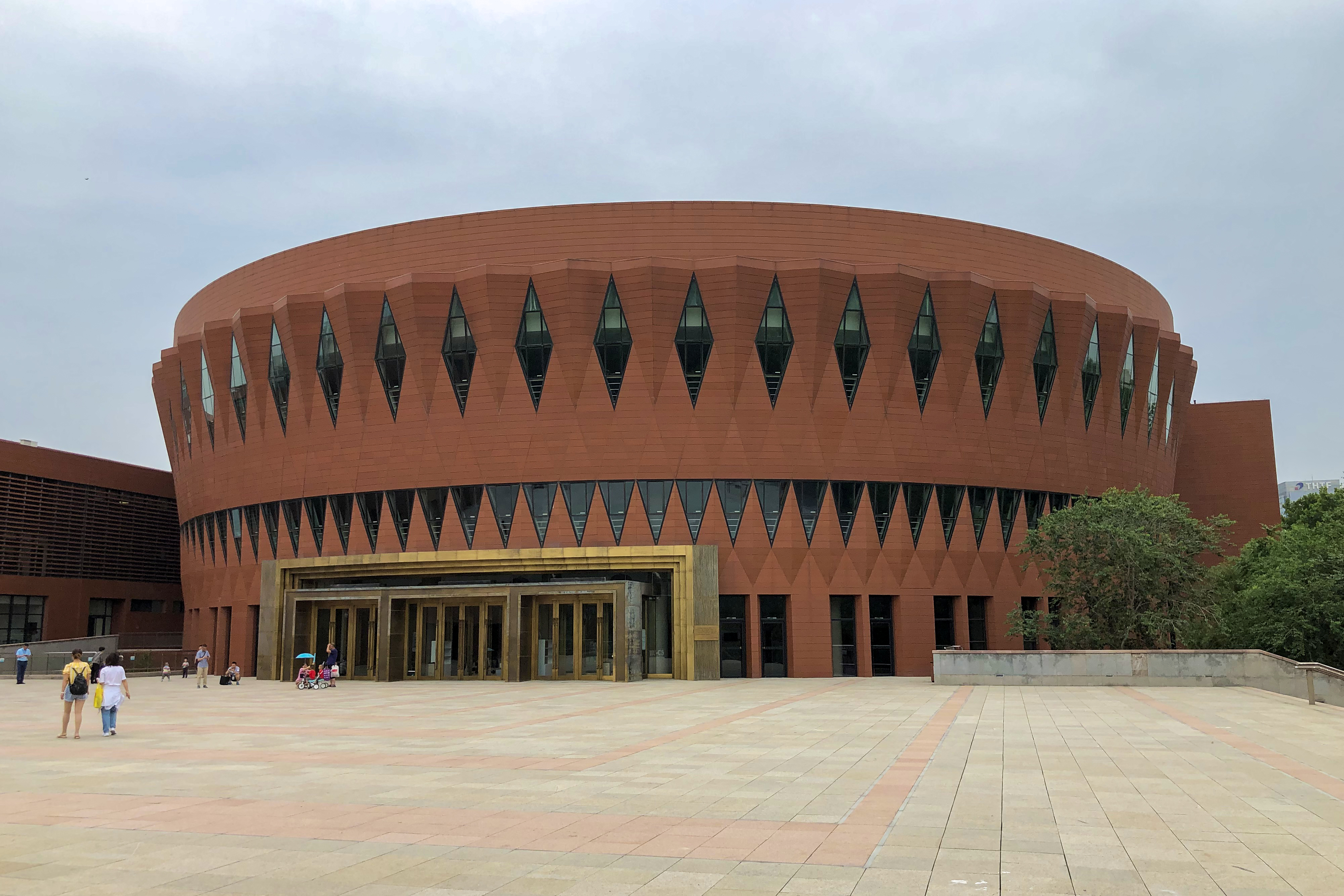
Sala koncertowa Uniwersytetu Tsinghua

W 2018 roku w Pekinie znajdowały się 92 wyższe uczelnie na których studiowało ponad 581 tysięcy osób, w tym prawie 50 tysięcy studentów z zagranicy. Ponadto w mieście funkcjonowało 757 szkół średnich i 970 szkół podstawowych.
W Pekinie znajdują się najlepsze w kraju wyższe uczelnie:
- Uniwersytet Tsinghua (清华大学) (zał. 1911, w 2019 roku na 1. miejscu w rankingu najlepszych uniwersytetów w kraju[104])
- Uniwersytet Pekiński (北京大学) (zał. 1898, w 2019 roku na 2. miejscu w rankingu)
- Uniwersytet Beighang (北京航空航天大学) (w 2019 roku na 11. miejscu w rankingu)
- Pekiński Instytut Technologii (北京理工大学) (w 2019 roku na 16. miejscu w rankingu)

Ponadto w 2019 roku w pierwszej setce najlepszych uniwersytetów w Chinach znajdowały się także:
- Pekiński Uniwersytet Pedagogiczny (北京师范大学)
- Chiński Uniwersytet Ludowy (中国人民大学) (zał. 1937)
- Uniwersytet Międzynarodowej Ekonomii i Biznesu (对外经济贸易大学)
- Pekiński Uniwersytet Nauki i Technologii (北京科技大学)
- Pekiński Uniwersytet Poczty i Telekomunikacji (北京邮电大学)
- Chiński Uniwersytet Rolnictwa (中国农业大学)
- Pekiński Uniwersytet Jiaotong (北京交通大学)
- Centralny Uniwersytet Finansów i Ekonomii (中央财经大学)
- Pekiński Uniwersytet Chemii (北京化工大学)
- Północnochiński Uniwersytet Energetyki (华北电力大学)
- Pekiński Uniwersytet Technologii (北京工业大学)
- Pekiński Uniwersytet Języków Obcych (北京外国语大学)
- Pekiński Uniwersytet Języka i Kultury (北京语言大学)
- Chiński Uniwersytet Nauk o Ziemi (Instytut w Pekinie) (中国地质大学 (北京))
- Chiński Uniwersytet Nauk Politycznych i Prawa (中国政法大学)
- Uniwersytet Ropy Naftowej (Instytut w Pekinie) (中国石油大学 (北京))
- Pekiński Uniwersytet Leśnictwa (北京林业大学)
- Stołeczny Uniwersytet Pedagogiczny (首都师范大学)
- Chiński Uniwersytet Komunikacji (中国传媒大学)
- Chiński Ludowy Uniwersytet Bezpieczeństwa Publicznego (中国人民公安大学)

Pozostałe notowane wyższe uczelnie:
- Stołeczny Uniwersytet Ekonomii i Biznesu (首都经济贸易大学)
- Chiński Uniwersytet Górniczo-Techniczny Instytut w Pekinie (中国矿业大学)
- Uniwersytet Minzu (中央民族大学)
- Pekiński Uniwersytet Studiów Zagranicznych (北京第二外国语学院)
- Pekiński Uniwersytet Technologii i Biznesu (北京工商大学)
- Pekiński Uniwersytet Sportu (北京体育大学)
- Pekiński Uniwersytet Architektury (北京建筑大学)
- Pekiński Uniwersytet Materiałów (北京物资学院)
- Chiński Ludowy Uniwersytet Bezpieczeństwa Publicznego (中国人民公安大学) – podległy pod Ministerstwo Bezpieczeństwa Publicznego Chińskiej Republiki Ludowej
- Północno chiński Uniwersytet Technologii (北方工业大学)
- Pekiński Uniwersytet Informatyki i Technologii (北京信息科技大学)
- Pekiński Instytut Komunikacji Graficznej (北京印刷学院)
- Pekiński Uniwersytet Związkowy (北京联合大学)
- Uniwersytet Rolniczy w Pekinie (北京农学院)
- Pekiński Instytut Technologii Mody (北京服装学院)
- Pekiński Instytut Technologii Petrochemicznych (北京石油化工学院)
- Instytut Technologii Zapobiegania Katastrofom (防灾科技学院)

Ponadto w mieście funkcjonują m.in. następujące wyższe uczelnie:
- Uniwersytet Badawczy Chińskiej Akademii Nauk (中国科学院大学)
- Stołeczny Uniwersytet Medyczny (首都医科大学)
- Pekiński Uniwersytet Medycyny Chińskiej (北京中医药大学)
- Uniwersytet Stosunków Międzynarodowych (国际关系学院)
- Centralny Instytut Sztuk Pięknych (中央美术学院)
- Centralne Konserwatorium Muzyczne (中央音乐学院)
- Chińskie Konserwatorium Muzyczne (中国音乐学院)
- Pekińska Akademia Filmowa (北京电影学院)
- Centralna Akademia Aktorstwa (中央戏剧学院)
- Pekińska Akademia Tańca (北京舞蹈学院)

## Kultura

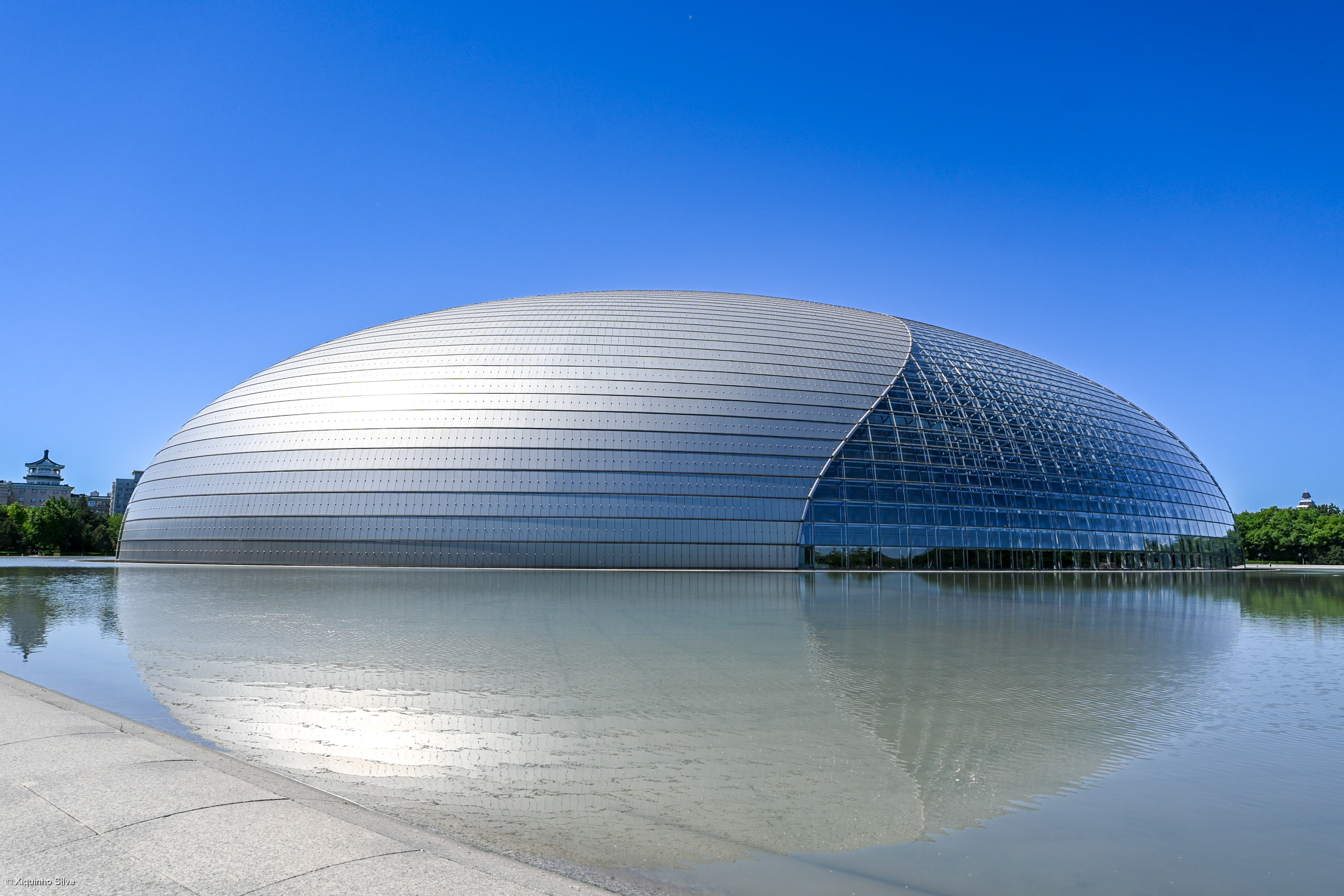
Teatr Narodowy w Pekinie

Mieszkańcy Pekinu używają własnego dialektu, od którego pochodzi standardowy język mandaryński. Jednak z uwagi na napływ do miasta dużej liczby osób z innych rejonów kraju oraz używanie na co dzień przez młodszą część populacji języka urzędowego, dialekt lokalny powoli zanika i jest obecnie głównie używany przez starszych mieszkańców. Przy granicy z prowincją Hebei używa się innych dialektów języka mandaryńskiego.
W Chinach popularna jest opera pekińska. Na typowy spektakl składają się śpiew, dialogi, a także gesty, ruchy, walka i akrobacje aktorów. Aktorzy często posługują się archaiczną odmianą tutejszego dialektu, który jest zupełnie inny od współczesnego języka i często nawet sami Chińczycy nie mogą zrozumieć, o czym mówią aktorzy. W niektórych nowoczesnych teatrach, tekst wyświetlany jest po angielsku.
W Pekinie można dobrze zjeść w restauracjach serwujących kuchnię lokalną. Najsłynniejszą lokalną potrawą jest kaczka po pekińsku. Charakterystycznym napojem alkoholowym jest rodzaj baijiu zwany erguotou.
W stolicy znajduje się wiele obiektów kulturalnych, na czele z Teatrem Narodowym i Filharmonią Pekińską.

## Turystyka

### Atrakcje turystyczne

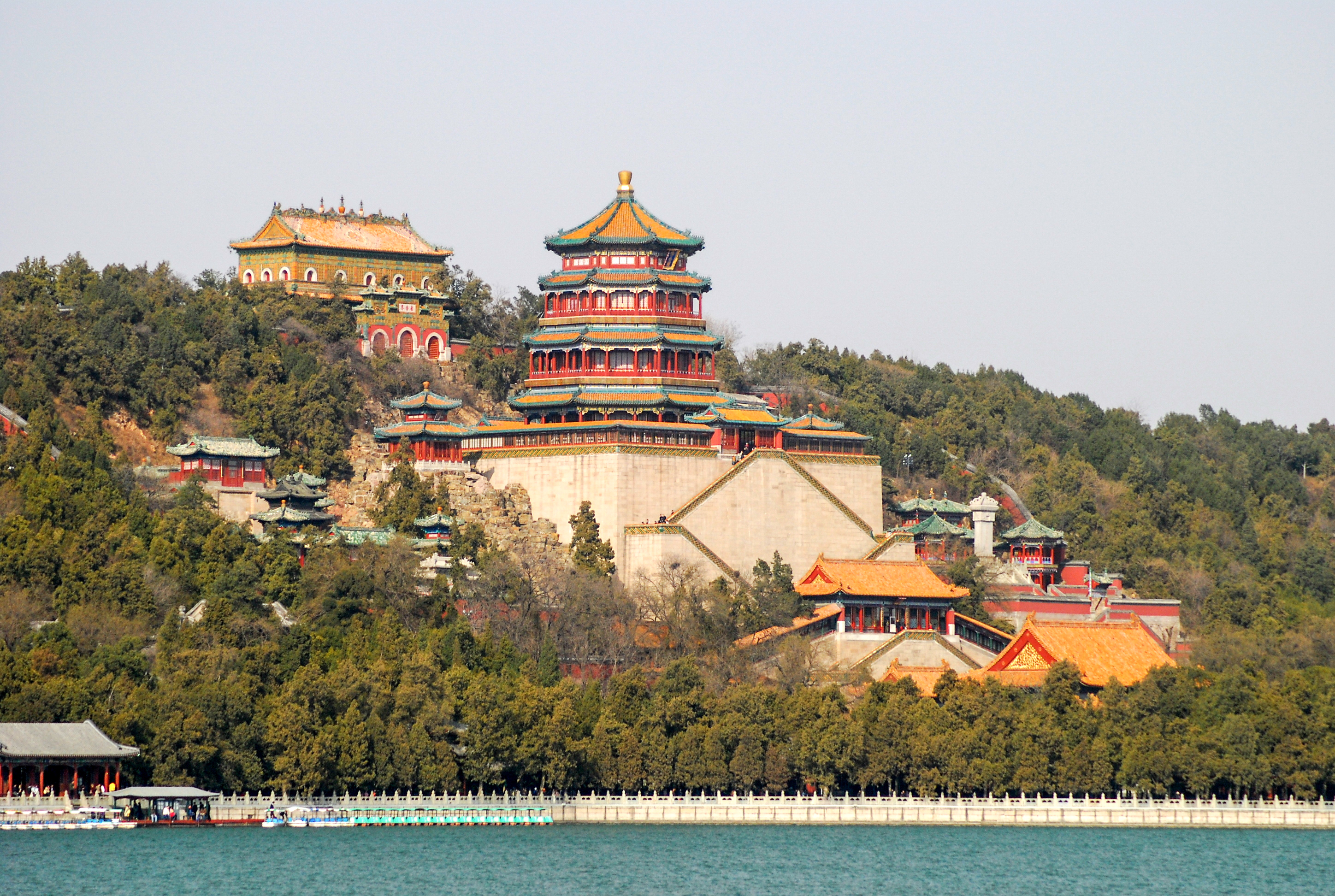
Pałac Letni (Dzielnica Haidian)

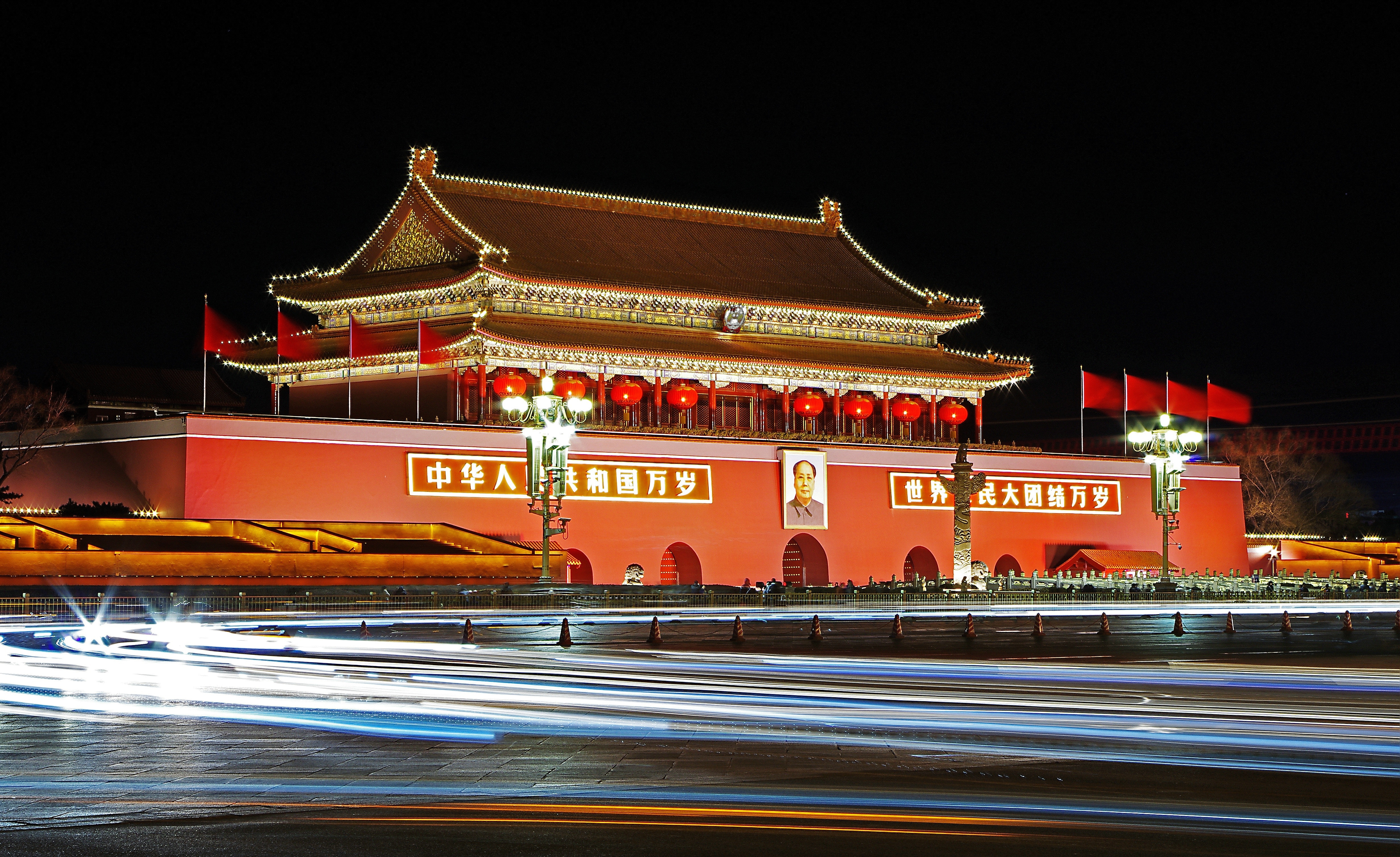
Brama Niebiańskiego Spokoju

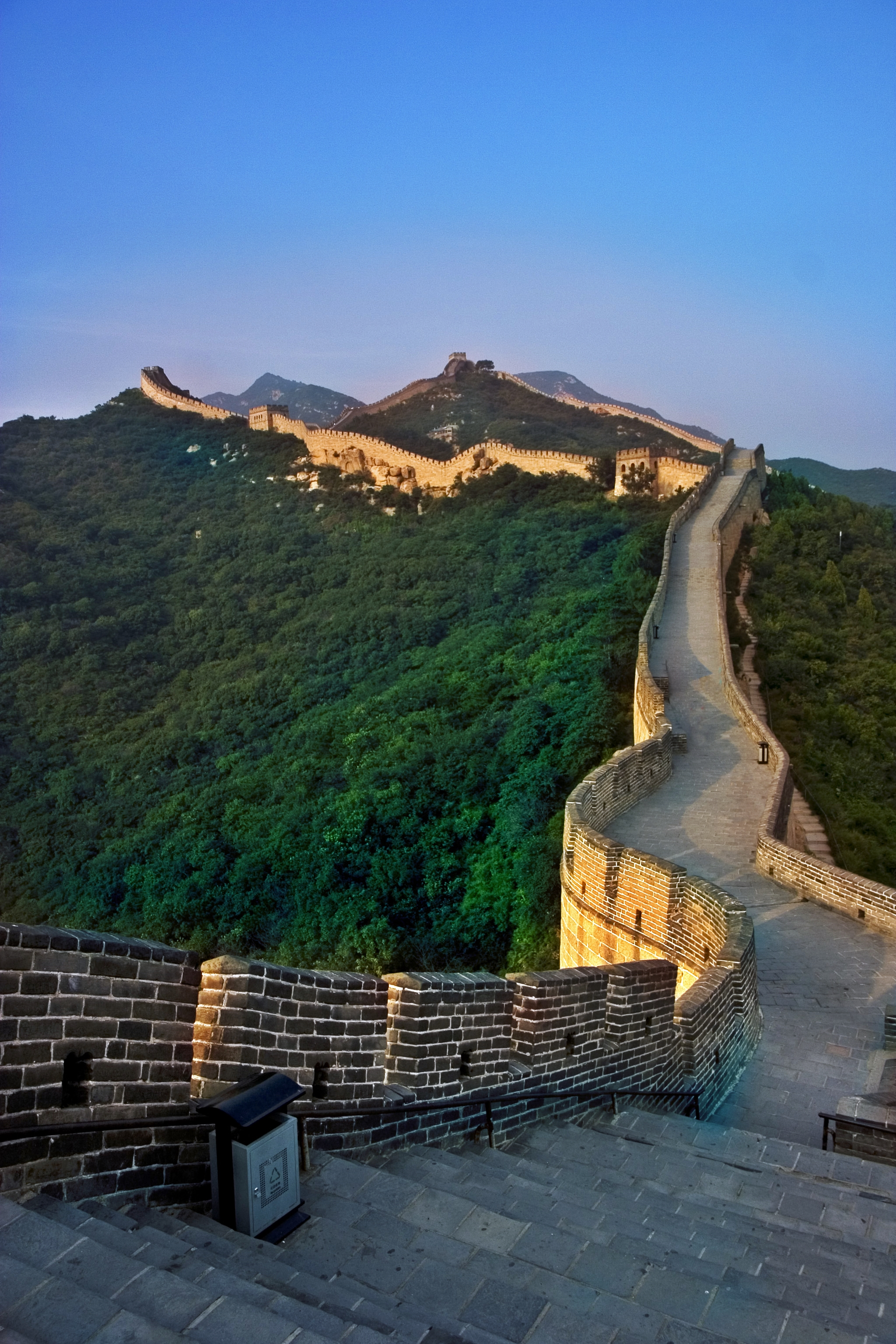
Wielki Mur Chiński w rejonie Badaling (Dzielnica Yanqing)

Miasto przyciąga wielu turystów chcących zobaczyć znane na całym świecie zabytki architektury. Plac Tian’anmen, oprócz swojego znaczenia politycznego, ma także wielkie znaczenie turystyczne. Stąd blisko jest do Zakazanego Miasta. Innymi znanymi zabytkami są Pałac Letni i Świątynia Nieba.
Ważnym regionem turystycznym jest rejon Badaling, gdzie znajduje się jeden z odcinków Wielkiego Muru Chińskiego.
Lista najważniejszych atrakcji turystycznych w mieście:
- Zakazane Miasto
- Plac Tian’anmen (miejsce protestów w 1919, 1976 i 1989)
  - brama Tian’anmen
  - Brama Na Wprost Słońca
  - Brama Południkowa
  - Wielka Hala Ludowa
  - Chińskie Muzeum Narodowe
  - Pomnik Bohaterów Ludu
  - Mauzoleum Mao Zedonga
- Pałac Letni
- ruiny starszego Pałacu Letniego
- Rezydencja księcia Gonga
- Akademia Cesarska
- Cesarskie Obserwatorium Astronomiczne
- kompleks buddyjskich świątyń Badachu
- Świątynie (w tym muzea): Nieba, Tanzhe, Jietai, Lidai Diwang Miao, Yunju, Changchun, Cheng’en, Dahui, Dajue, Długowieczności, Dongyue, Fahai, Fayuan, Guanghua, Guangji, Hongluo, Konfucjusza, Lazurowych Obłoków, Pudu, Śpiącego Buddy, Wielkiego Dzwonu, Zhenjue, Xiannongtan i Yonghegong
- Pagoda świątyni Cishou
- Meczet Niujie
- Wieża Dzwonu i Wieża Bębna
- brama Deshengmen
- Twierdza Wanping
- Park Beihai
- Park Jingshan
- park Daguanyuan
- kompleks jezior Shichahai
- Ogród Zoologiczny w Pekinie
- Park Olimpijski
- Pachnące Wzgórza
- tradycyjna architektura (siheyuan i hutong)
- tereny Uniwersytetu Pekińskiego i Uniwersytetu Tsinghua

Znane atrakcje turystyczne na obrzeżach metropolii:
- odcinki Wielkiego Muru Chińskiego
- grobowce dynastii Ming
- Most Marco Polo
- Shidu (wzgórza krasowe poprzecinane rzeką)[109]
- Zhoukoudian – muzeum, w którym znajdują się szczątki człowieka pekińskiego
- Chińskie Muzeum Lotnictwa

Znane opery i teatry:
- Pekiński Teatr Operowy Zheng Yici[110]

### Hotele
W latach 50. i 60. w Pekinie nie działały żadne hotele o standardzie międzynarodowym. W tamtych latach dla obcokrajowców powstały (istniejące do dziś) zhaodaisuos, czyli ośrodki przystosowane do przyjmowania zagranicznych gości, a także specjalny hotel dla prominentnych gości Państwowy Dom Gościnny Diaoyutai. W latach 70. Pekin otworzył się na świat. Powstało wiele hoteli o wysokich standardach.

## Sport

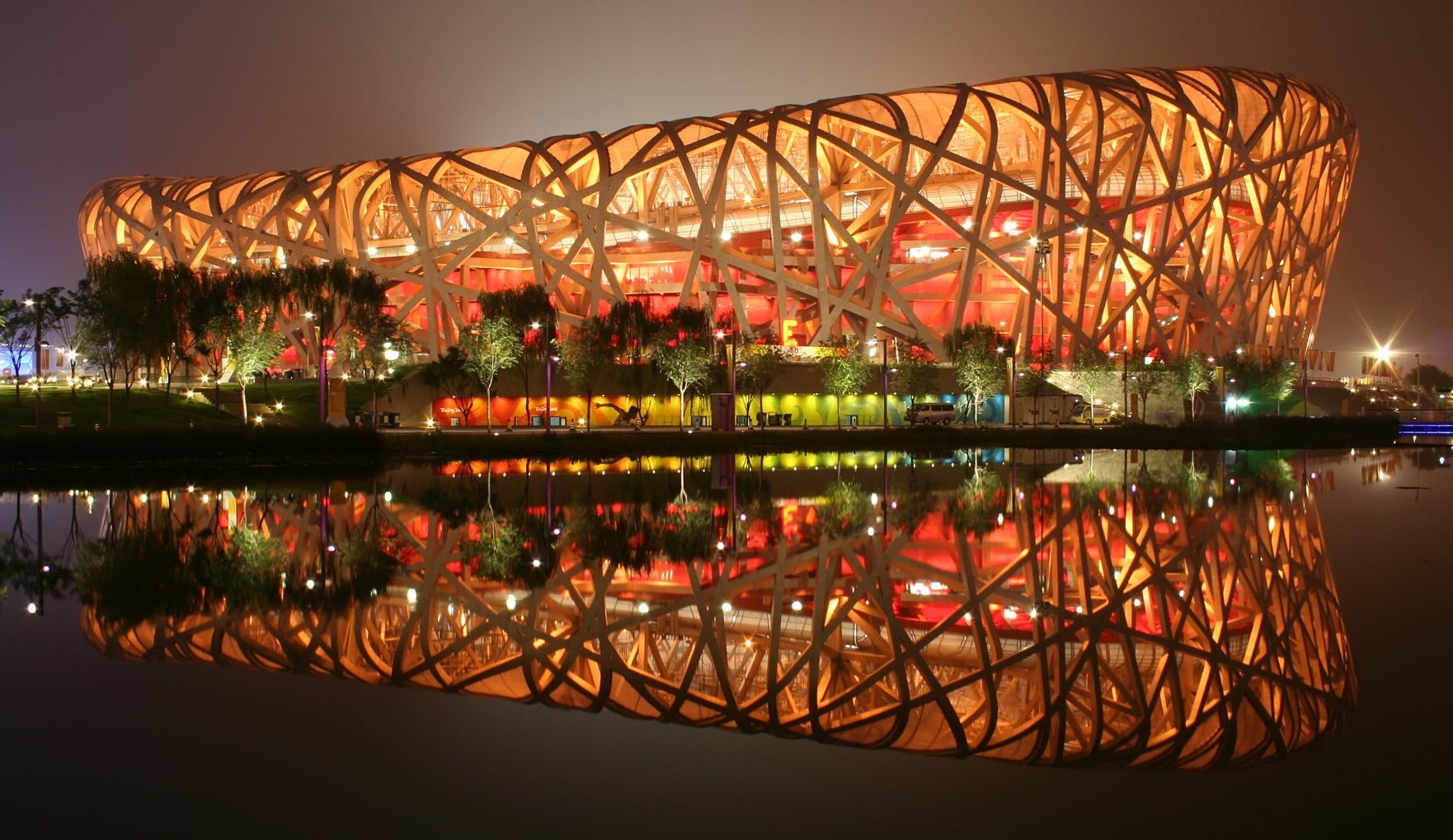
Stadion Narodowy w Pekinie

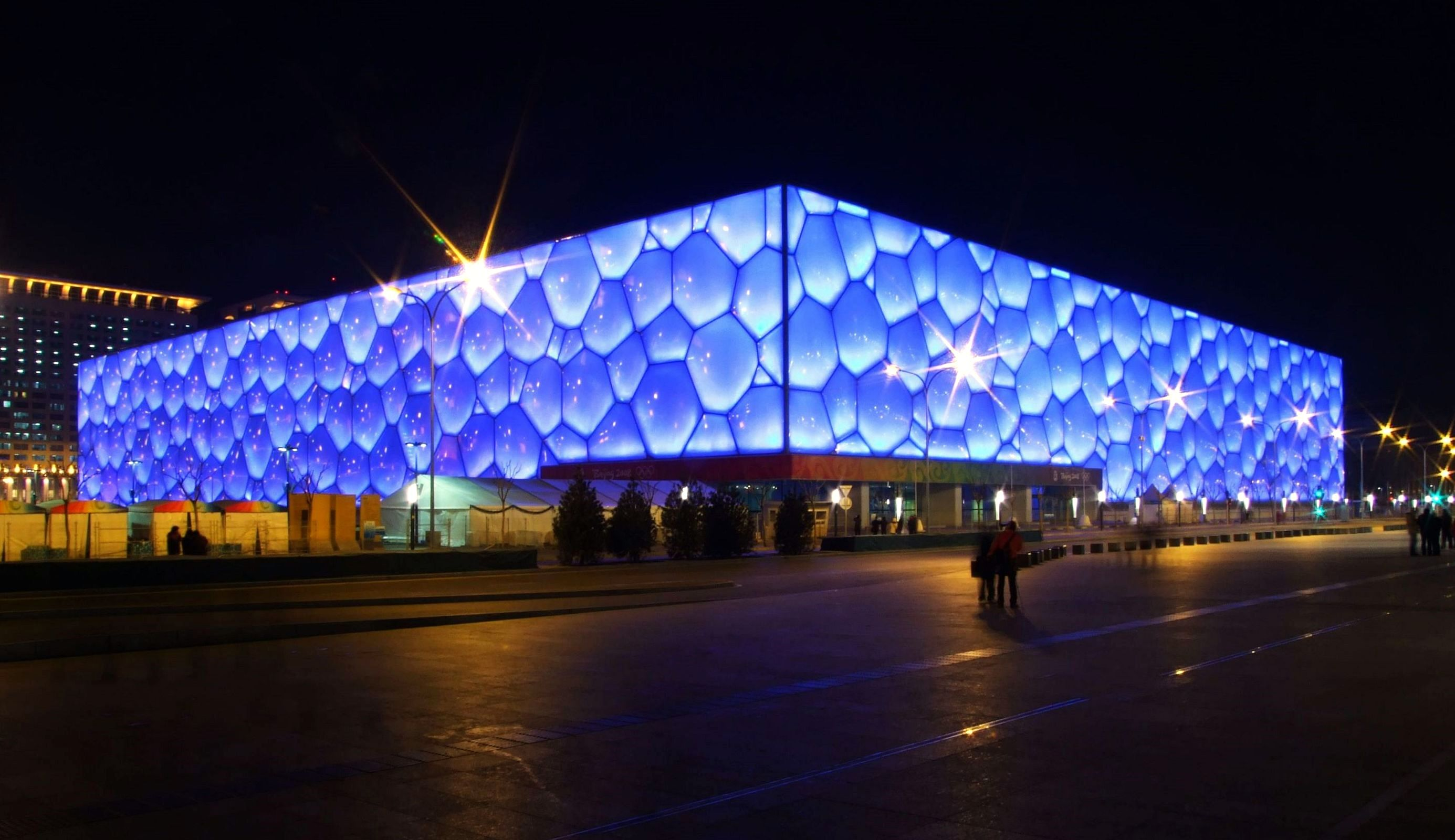
Pływalnia Olimpijska w Pekinie

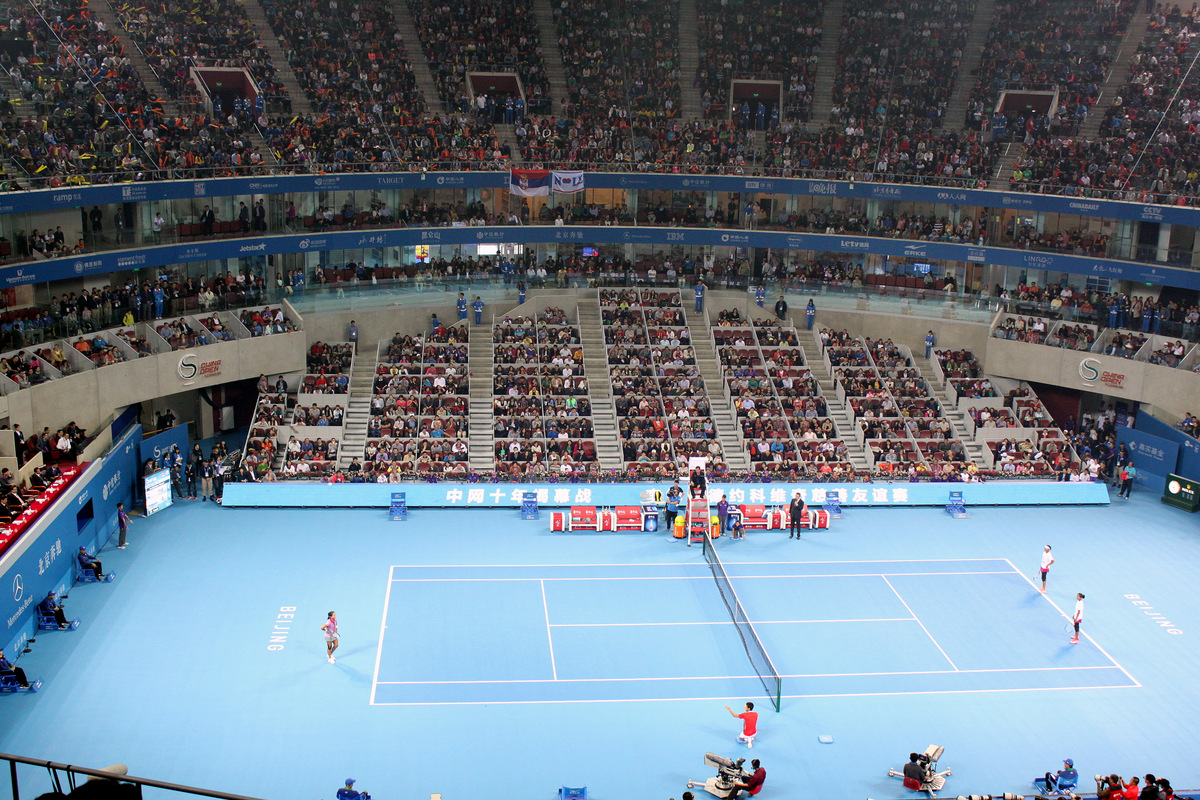
Chińskie Narodowe Centrum Tenisowe

W Pekinie w 2008 roku odbyły się Letnie Igrzyska Olimpijskie, zaś w 2022 roku miasto było gospodarzem Zimowych Igrzysk Olimpijskich. Ponadto, w 2023 roku odbyć się miał w mieście Puchar Azji w Piłce Nożnej, jednak turniej przeniesiono z Chin do Kataru.
Miasto było także gospodarzem wielu innych międzynarodowych imprez sportowych m.in.:
- w latach 1959, 1965, 1975, 1979, 1993 Chińskich Igrzysk Narodowych;
- w 1961 roku Mistrzostw Świata w Tenisie Stołowym;
- w 1990 roku Mistrzostw Świata w Piłce Siatkowej Kobiet;
- w 1990 roku Igrzysk Azjatyckich;
- w 1993 roku Mistrzostw Świata w Short Tracku i ponownie w 2005 roku;
- w 2001 roku Letniej Uniwersjady;
- w 2004 roku Pucharu Azji w Piłce Nożnej;
- w 2006 roku Mistrzostw Świata Juniorów w Lekkoatletyce;
- w 2008 roku Letnich Igrzysk Paraolimpijskich;
- w latach 2011–2014 wyścigu kolarskiego Tour of Beijing z cyklu UCI World Tour;
- w 2013 roku X Mistrzostw Świata Submission fighting;
- w 2014 roku Mistrzostw Świata Mężczyzn w Curlingu oraz Kobiet w 2017 roku;
- w latach 2014 i 2015 zawodów z cyklu Formuły E;
- w 2015 roku Mistrzostw Świata w Hokeju na Lodzie Kobiet – I Dywizji (współgospodarz, mecze Grupy B);
- w 2015 roku Mistrzostw Świata w Lekkoatletyce;
- w 2019 roku Mistrzostw Świata w Koszykówce Mężczyzn (współgospodarz m.in. finał).

W Pekinie od 2013 roku odbywają się mityngi lekkoatletyczne z serii World Challenge Meetings, ponadto w mieście od 1993 roku z krótkimi przerwami odbywają się turnieje tenisowe China Open zaliczane do ATP Tour 500 i WTA Premier Mandatory.
Od 2003 roku regularnie z krótkimi przerwami w mieście odbywają się międzynarodowe zawody w łyżwiarstwie figurowym Cup of China, zaś od 1997 roku turniej w snookerze China Open.
Maraton w Pekinie, którego historia sięga 1981 roku, w 2019 roku ściągnął do stolicy około 30 tysięcy biegaczy.
W mieście swoją siedzibę mają następujące kluby sportowe:
- Beijing Guo’an – piłka nożna (Chinese Super League);
- Beijing Renhe – piłka nożna (China League One);
- Beijing Sport University F.C. (BSU) – piłka nożna (China League One);
- Beijing BG Development – piłka nożna (Chinese Women’s Super League);
- Kunlun Red Star – hokej na lodzie (Kontynentalna Hokejowa Liga);
- Beijing Ducks – koszykówka (Chinese Basketball Association);
- Beijing Royal Fighters – koszykówka (Chinese Basketball Association);
- Beijing Greatwalls – koszykówka (Chińska Liga Koszykówki Kobiet);
- Beijing Tigers – baseball (China National Baseball League).

W Pekinie znajduje się szereg obiektów sportowych m.in.:
- Stadion Narodowy w Pekinie o pojemności 80 tysięcy widzów;
- wielofunkcyjne stadiony Beijing Fengtai Stadium i Chaoyang Sports Centre, o pojemności odpowiednio 31 tysięcy i 20 tysięcy widzów;
- hale sportowe National Indoor Stadium i Capital Indoor Stadium, obie o pojemności 18 tysięcy widzów oraz tor łyżwiarski National Speed Skating Oval i Wukesong Sports Center (Cadillac Arena) o pojemności odpowiednio 12 i 9 tysięcy widzów[112];
- Pływalnia Olimpijska w Pekinie o pojemności 17 tysięcy widzów;
- Chińskie Narodowe Centrum Tenisowe, którego główne korty mogą pomieścić odpowiednio 10000, 4000 i 2000 widzów[113].

## Miasta i regiony partnerskie
Miasta i regiony partnerskie Pekinu (stan na 8.11.2020).
| - Addis Abeba, Etiopia (od 2006) - Amsterdam, Holandia (od 1994) - Ankara, Turcja (od 1990) - Astana, Kazachstan (od 2006) - Ateny, Grecja (od 2005) - Australijskie Terytorium Stołeczne, Australia (od 2000) - Bangkok, Tajlandia (od 1993) - Belgrad, Serbia (od 1980) - Berlin, Niemcy (od 1994) - Bruksela, Belgia (od 1994) - Budapeszt, Węgry (od 2005) - Buenos Aires, Argentyna (od 1993) - Bukareszt, Rumunia (od 2005) - Delhi, Indie (od 2013) - Doha, Katar (od 2008) - Dublin, Irlandia (od 2011) - Dżakarta, Indonezja (od 1992) - Gauteng, Południowa Afryka (od 1998) - Hanoi, Wietnam (od 1994) - Hawana, Kuba (od 2005) - Helsinki, Finlandia (od 2006) - Île-de-France, Francja (od 1987) - Islamabad, Pakistan (od 1992) - Kair, Egipt (od 1990) - Kijów, Ukraina (od 1993) - Kolonia, Niemcy (od 1987) - Kopenhaga, Dania (od 2012) - Lima, Peru (od 1983) | - Lizbona, Portugalia (od 2007) - Londyn, Wielka Brytania (od 2006) - Madryt, Hiszpania (od 1985) - Madryt - wspólnota autonomiczna, Hiszpania (od 2005) - Manila, Filipiny (od 2005) - Meksyk, Meksyk (od 2009) - Mińsk, Białoruś (od 2016) - Moskwa, Rosja (od 1995) - Nowa Południowa Walia, Australia (od 2012) - Nowy Jork, Stany Zjednoczone (od 1980) - Ottawa, Kanada (od 1999) - Paryż, Francja (od 1997) - Phnom Penh, Kambodża (od 2018) - Rio de Janeiro, Brazylia (od 1986) - Ryga, Łotwa (od 2017) - Rzym, Włochy (od 1998) - San Jose, Stany Zjednoczone (od 2009) - Santiago, Chile (od 2007) - Seul, Korea Południowa (od 1993) - Teheran, Iran (od 2014) - Tel Awiw-Jafa, Izrael (od 2006) - Tirana, Albania (od 2008) - Tokio, Japonia (od 1979) - Ułan Bator, Mongolia (od 2014) - Waszyngton, Stany Zjednoczone (od 1984) - Wellington, Nowa Zelandia (od 2006) - Wientian, Laos (od 2015) |

## Znane osoby
W Pekinie urodziły się m.in. następujące osoby:
| - Bai Guang – aktorka i piosenkarka - Cai Shangjun – reżyser i scenarzysta - Cao Yuan – skoczek do wody - Chen Ying – strzelczyni sportowa - Gao Hongbo – trener piłkarski - Ge You – aktor - Guo Yan – tenisistka stołowa - He Kexin – gimnastyczka - He Cuifang – wspinaczka sportowa - He Cuilian – wspinaczka sportowa - Hu Jia – działacz społeczny - Jiaqing – cesarz Chin - Jet Li – aktor, mistrz i trener wushu - Liu Jia – tenisistka stołowa - Liu Xiaotong – siatkarka - Liu Jing – pływaczka - Liu Libin – siatkarz - Liu Xiaobo – zawodnik taekwondo - Lu Han – piosenkarz i aktor - Ma Yanhong – gimnastyczka - Na Moon-hee – aktorka - Ni Hong – szablistka - Zbigniew Pianowski – archeolog - Puyi – cesarz Chin - Song Yiling – wspinaczka sportowa - Sun Shengnan – tenisistka | - Tian Zhuangzhuang – reżyser - Wang Tao – tenisista stołowy - Wang Yi – polityk - Ignatius Wang – duchowny katolicki - Wang Xu – zapaśniczka - Yuja Wang – pianistka - Faye Wong – piosenkarka - Xi Jinping – polityk - Xiao Ruoteng – gimnastyk - Xie Jun – szachistka - Xu Yan – judoczka - Xu Yunlong – piłkarz - Yang Chen – piłkarz - Yang Lan – dziennikarka i potentatka medialna - Yang Hao – siatkarka - Yang Ling – strzelec stołowy - Yu Xiaoyu – łyżwiarka figurowa - Zao Wou-Ki – malarz - Zhang Peimeng – lekkoatleta - Zhang Yining – tenisistka stołowa - Zhang Lin – pływak - Zhang Nan – gimnastyczka - Zhang Ziyi – aktorka - Zhong Qixin – wspinacz sportowy - Zhuang Zedong – tenisista stołowy |